# Labrihe
Labrihe (La Briha en gascon) est une commune française située dans l'est du département du Gers en région Occitanie. Sur le plan historique et culturel, la commune est dans le Fézensaguet, un petit pays gascon, ancienne vicomté se situant entre l'Armagnac et la Lomagne.
Exposée à un climat océanique altéré, elle est drainée par la Gimone, l'Arrats, le ruisseau de la Barage et par divers autres petits cours d'eau. La commune possède un patrimoine naturel remarquable composé de quatre zones naturelles d'intérêt écologique, faunistique et floristique.
Labrihe est une commune rurale qui compte 213 habitants en 2022, après avoir connu un pic de population de 514 habitants en 1831.  Ses habitants sont appelés les Labrigeois ou  Labrigeoises.
Le patrimoine architectural de la commune comprend un immeuble protégé au titre des monuments historiques : le château de Bouvées, classé en 1990.

## Géographie

### Localisation
Labrihe est une commune située en Lomagne à 45 km au sud-est de Condom et traversée par la Gimone et l'Arrats.

### Communes limitrophes
Labrihe est limitrophe de cinq autres communes.
Les communes limitrophes sont  Mauvezin, Monfort, Saint-Georges, Sarrant et Solomiac.
| Monfort  | Solomiac |               |
|          | Labrihe  | Sarrant       |
| Mauvezin |          | Saint-Georges |

### Lieux-dits ou hameaux
Bouvées, ancienne commune rattachée à Labrihe en 1824.

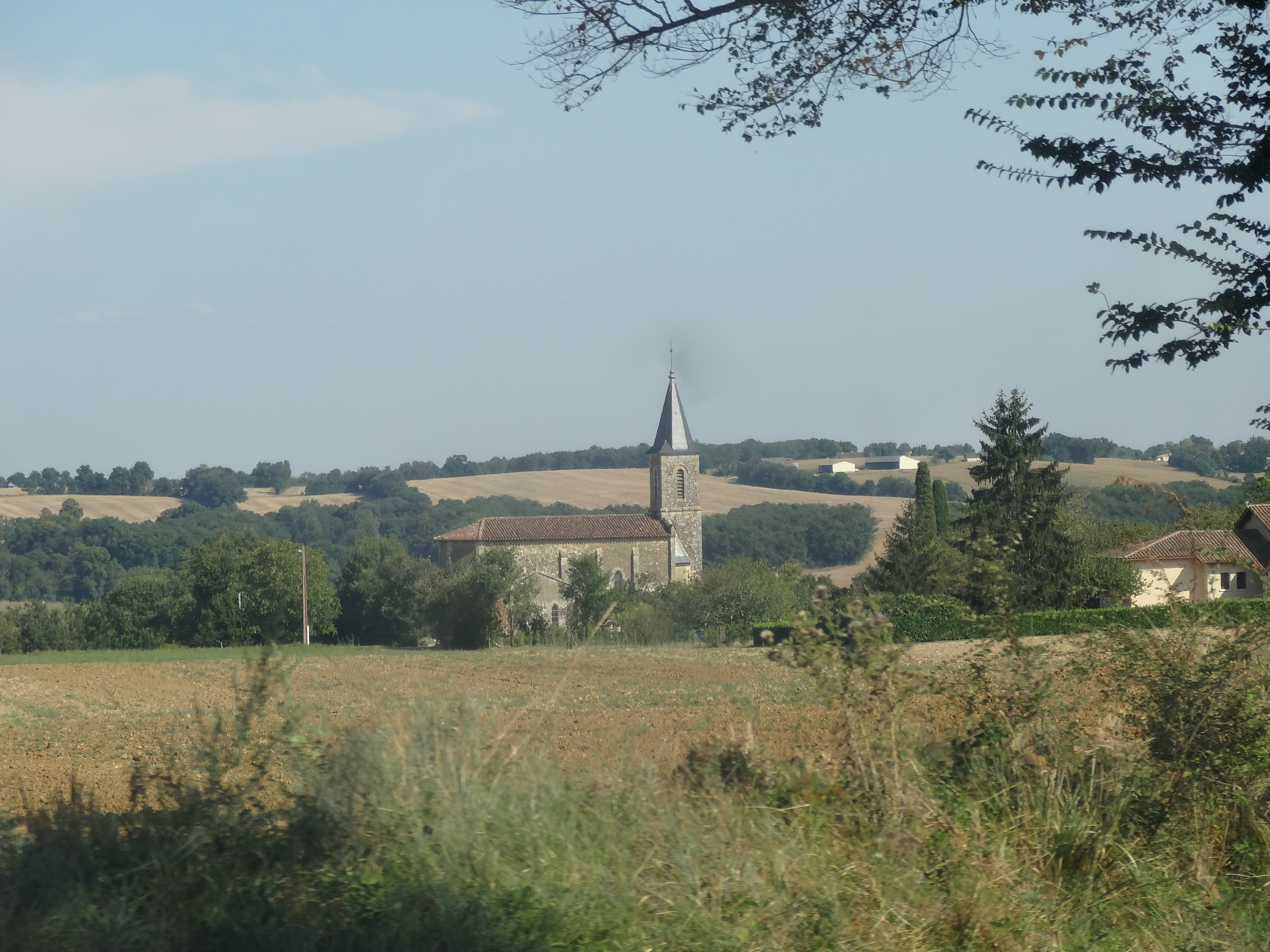
Vue de l'ouest.
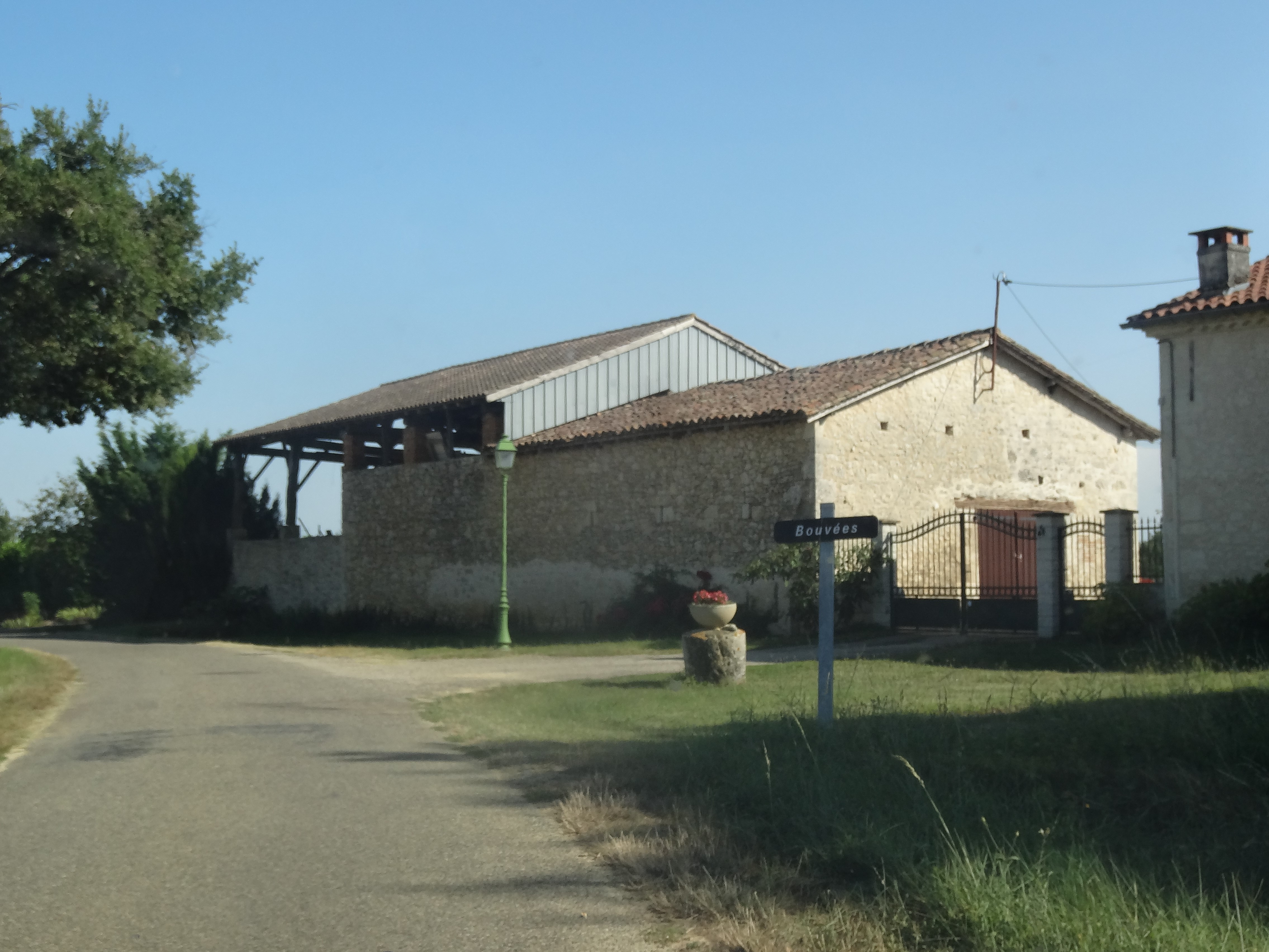
Entrée ouest.
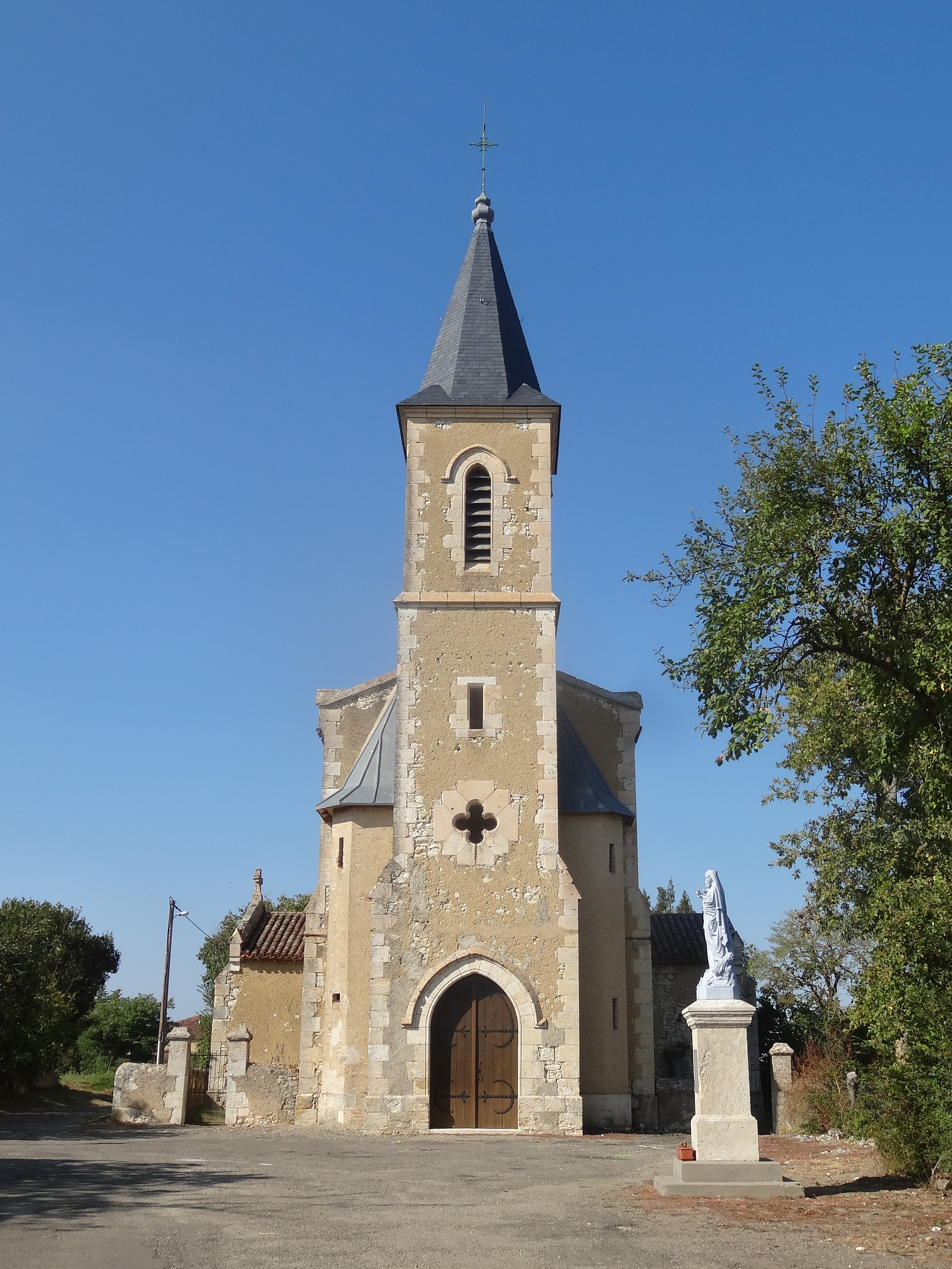
L'église.
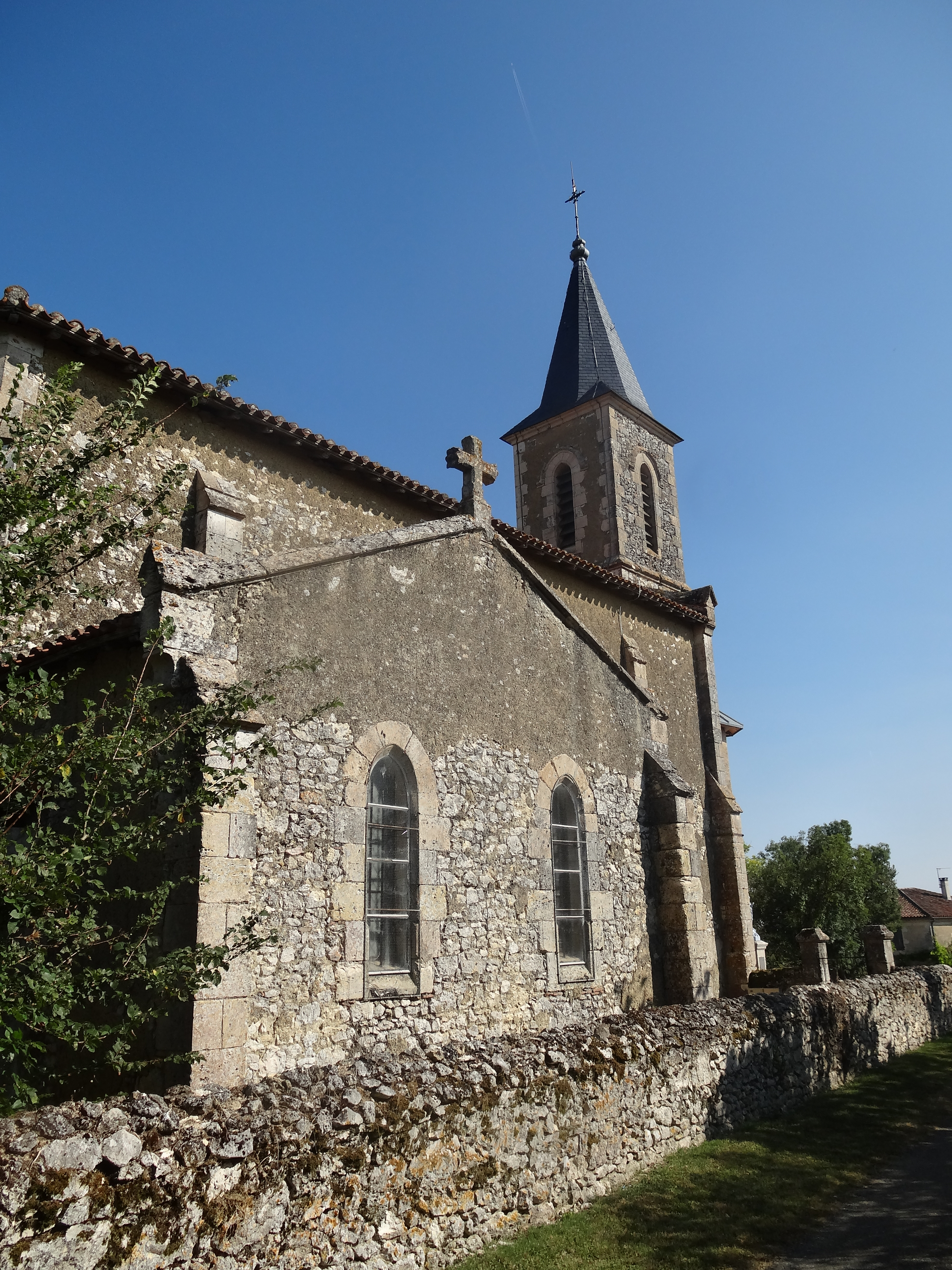
Autre vue de l'église.
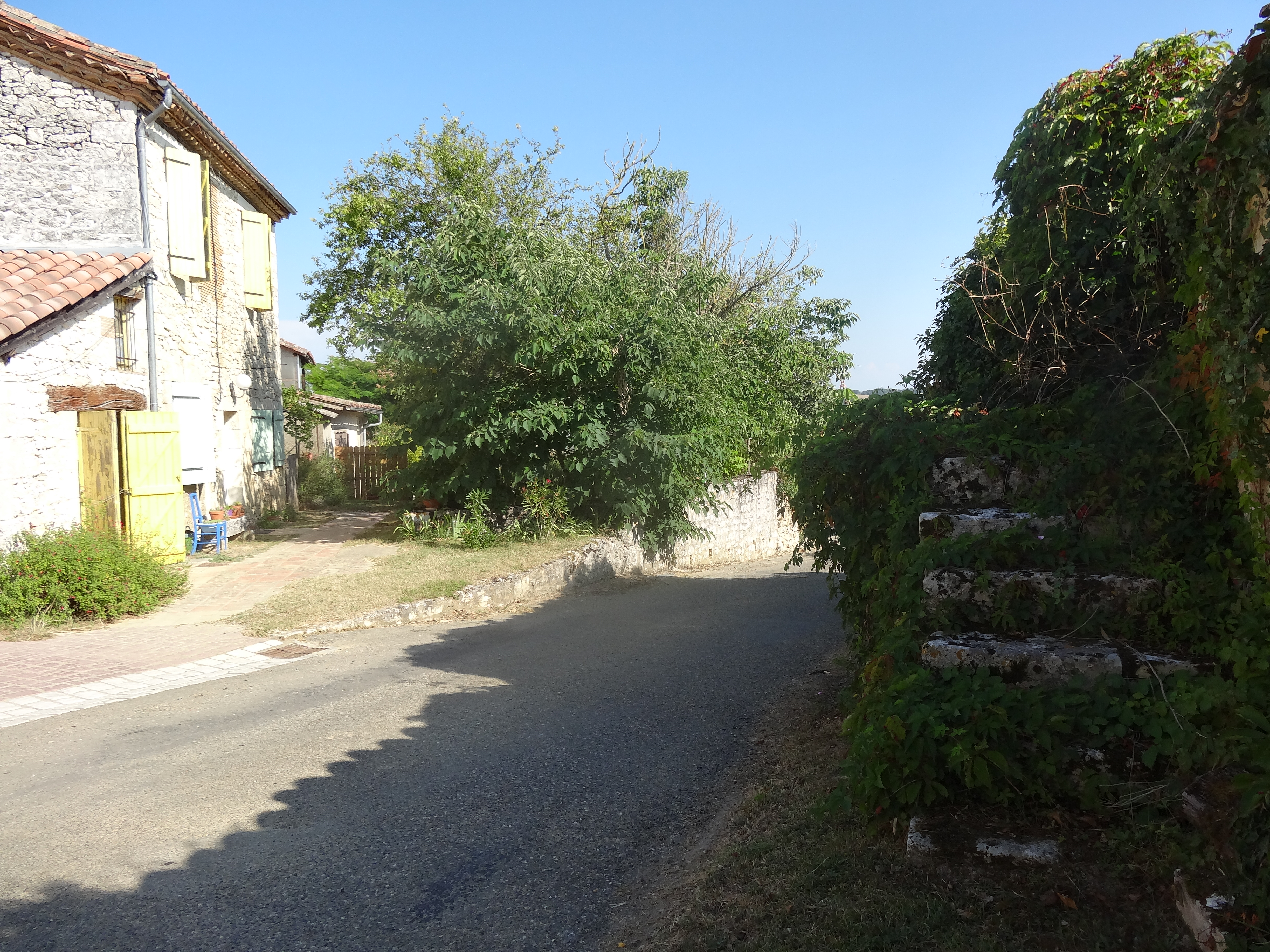
Rue principale.
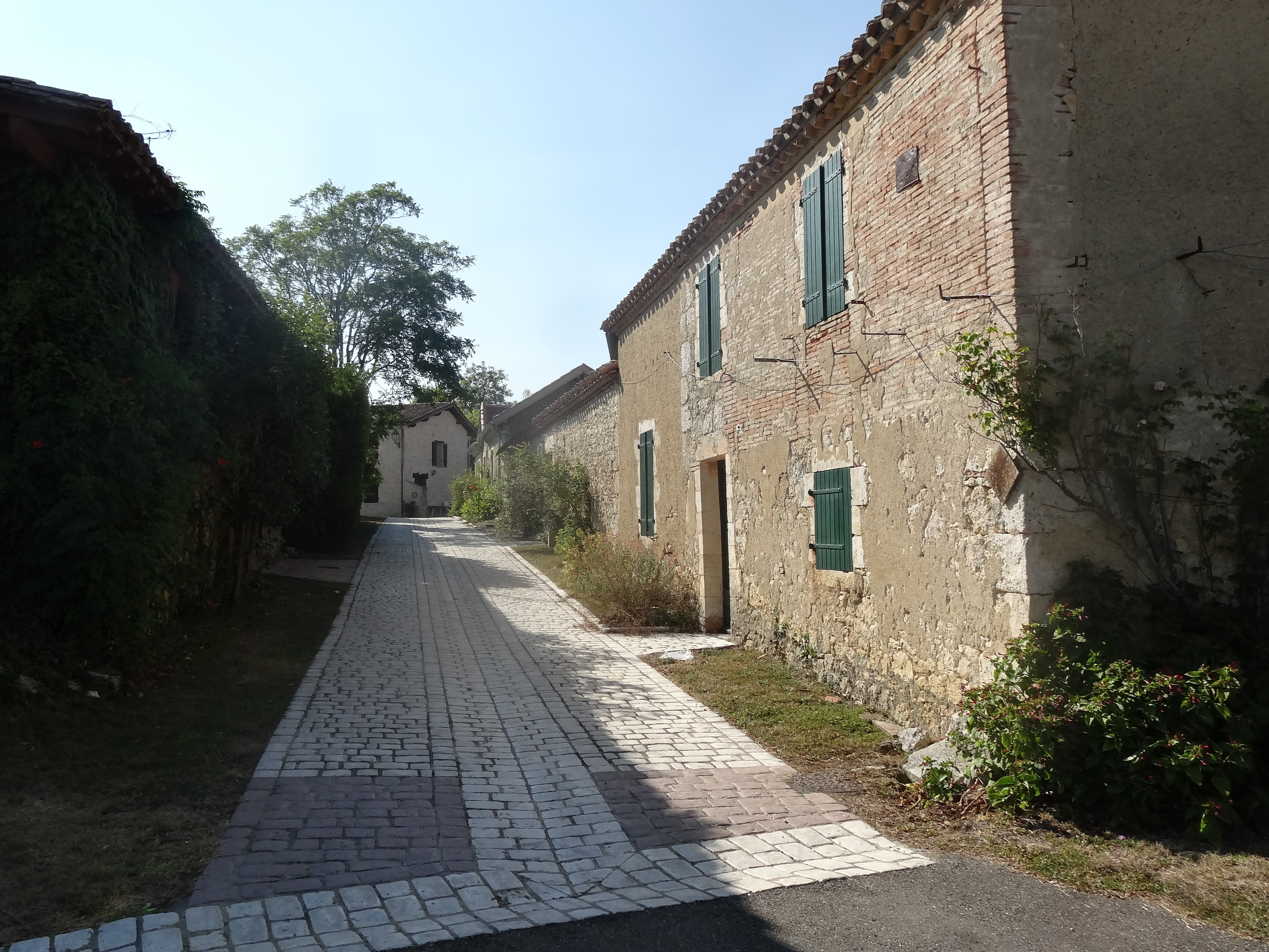
Une rue.
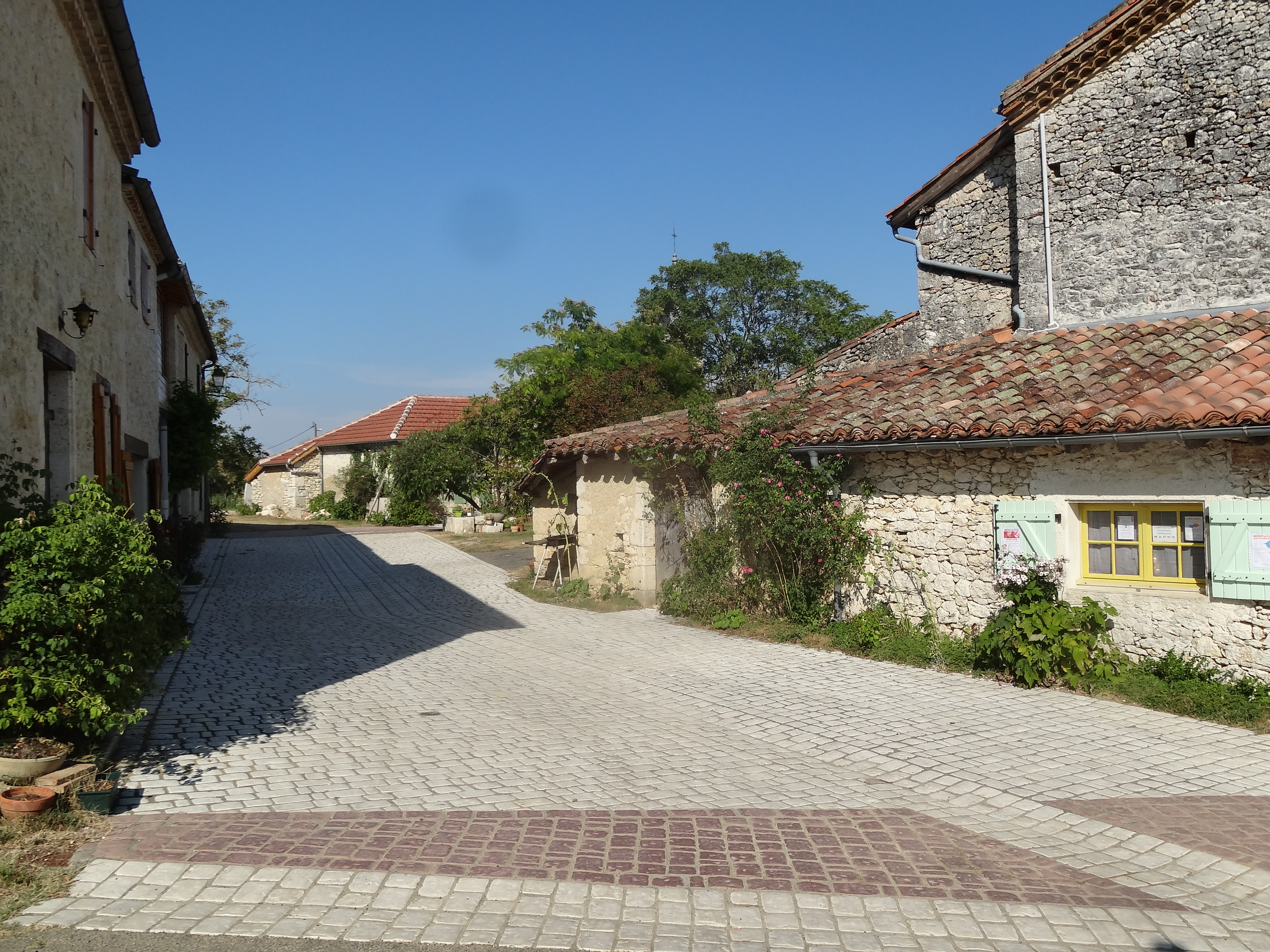
Une autre rue.

### Géologie et relief
La superficie de la commune est de 944 hectares ; son altitude varie de 115  à   183 mètres.
Labrihe se situe en zone de sismicité 1 (sismicité très faible).

### Hydrographie

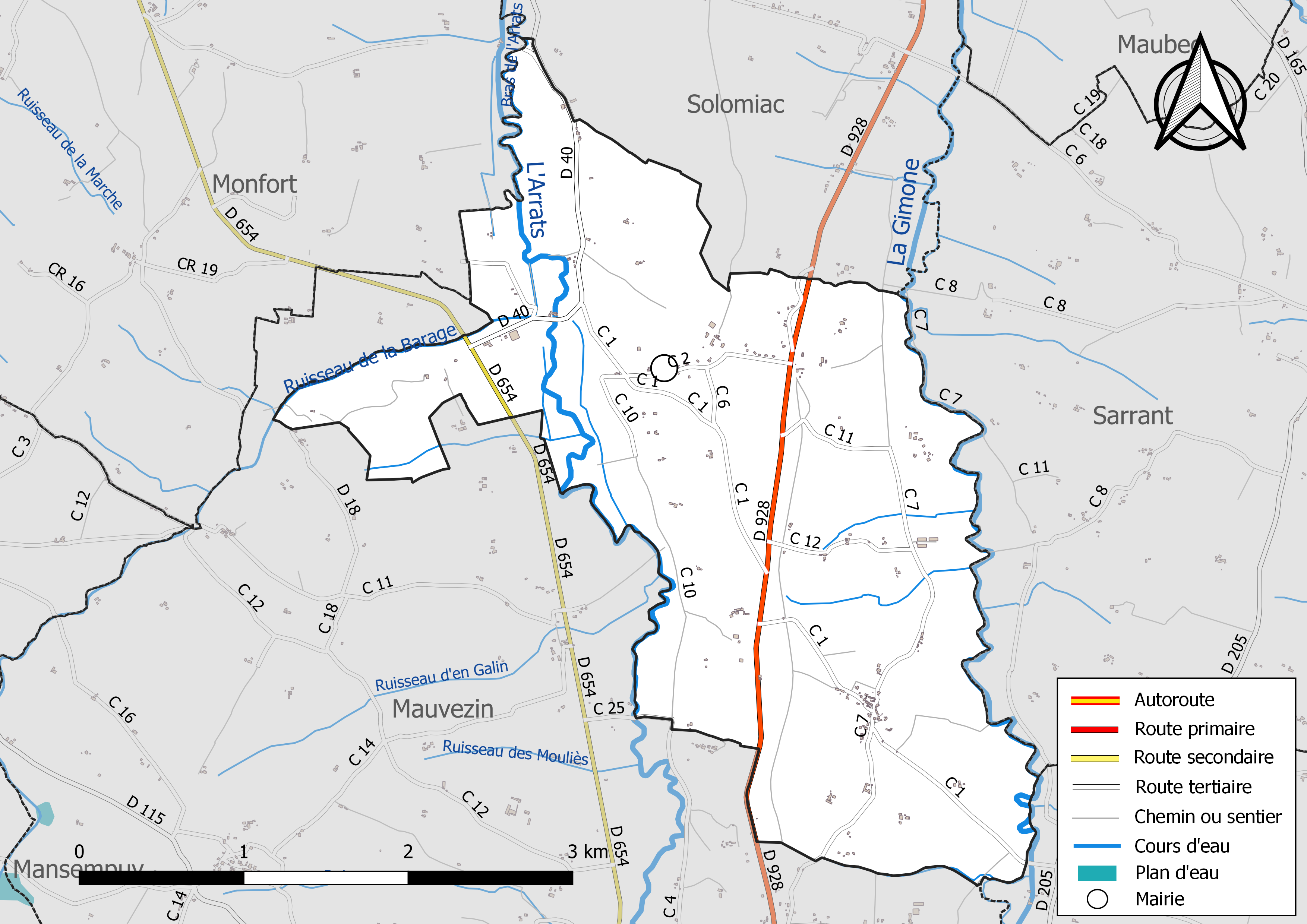
Réseaux hydrographique et routier de Labrihe.

La commune est dans le bassin de la Garonne, au sein du bassin hydrographique Adour-Garonne. Elle est drainée par la Gimone, l'Arrats, le ruisseau de la Barage, un bras de la Gimone, un bras de l'Arrats, le ruisseau d'en Galin et par divers petits cours d'eau, qui constituent un réseau hydrographique de 13 km de longueur totale,.
La Gimone, d'une longueur totale de 135,7 km, prend sa source dans la commune de Saint-Loup-en-Comminges et s'écoule du sud-ouest vers le nord-est. Elle traverse la commune et se jette dans la Garonne à Castelferrus, après avoir traversé 54 communes.
L'Arrats, d'une longueur totale de 162,1 km, prend sa source dans la commune de Lannemezan et s'écoule vers le nord. Il traverse la commune et se jette dans la Garonne à Saint-Loup, après avoir traversé 66 communes.

### Climat
Pour des articles plus généraux, voir Climat de l'Occitanie et Climat du Gers.
En 2010, le climat de la commune est de type climat du Bassin du Sud-Ouest, selon une étude s'appuyant sur une série de données couvrant la période 1971-2000. En 2020, Météo-France publie une typologie des climats de la France métropolitaine dans laquelle la commune est exposée à un climat océanique altéré et est dans la région climatique Aquitaine, Gascogne, caractérisée par une pluviométrie abondante au printemps, modérée en automne, un faible ensoleillement au printemps, un été chaud (19,5 °C), des vents faibles, des brouillards fréquents en automne et en hiver et des orages fréquents en été (15 à 20 jours).
Pour la période 1971-2000, la température annuelle moyenne est de 13,2 °C, avec une amplitude thermique annuelle de 15,8 °C. Le cumul annuel moyen de précipitations est de 722 mm, avec 9,9 jours de précipitations en janvier et 5,9 jours en juillet. Pour la période 1991-2020, la température moyenne annuelle observée sur la station météorologique la plus proche, située sur la commune de Sainte-Anne à 8 km à vol d'oiseau, est de 13,6 °C et le cumul annuel moyen de précipitations est de 676,2 mm,. Pour l'avenir, les paramètres climatiques de la commune estimés pour 2050 selon différents scénarios d'émission de gaz à effet de serre sont consultables sur un site dédié publié par Météo-France en novembre 2022.

### Milieux naturels et biodiversité
L’inventaire des zones naturelles d'intérêt écologique, faunistique et floristique (ZNIEFF) a pour objectif de réaliser une couverture des zones les plus intéressantes sur le plan écologique, essentiellement dans la perspective d’améliorer la connaissance du patrimoine naturel national et de fournir aux différents décideurs un outil d’aide à la prise en compte de l’environnement dans l’aménagement du territoire.
Deux ZNIEFF de type 1 sont recensées sur la commune :
les « coteaux de l'Arrats en amont et aval de Homps » (186 ha), couvrant 3 communes du département, et 
les « prairies humides de l'Arrats à Mauvezin » (96 ha), couvrant 2 communes du département
et deux ZNIEFF de type 2, : 
- le « cours de la Gimone et de la Marcaoue » (3 085 ha), couvrant 60 communes dont cinq dans la Haute-Garonne, 37 dans le Gers, une dans les Hautes-Pyrénées et 17 dans le Tarn-et-Garonne[18] ;
- le « cours de l'Arrats » (815 ha), couvrant 30 communes dont 22 dans le Gers et huit dans le Tarn-et-Garonne[19].

Carte des ZNIEFF de type 1 et 2 à Labrihe.
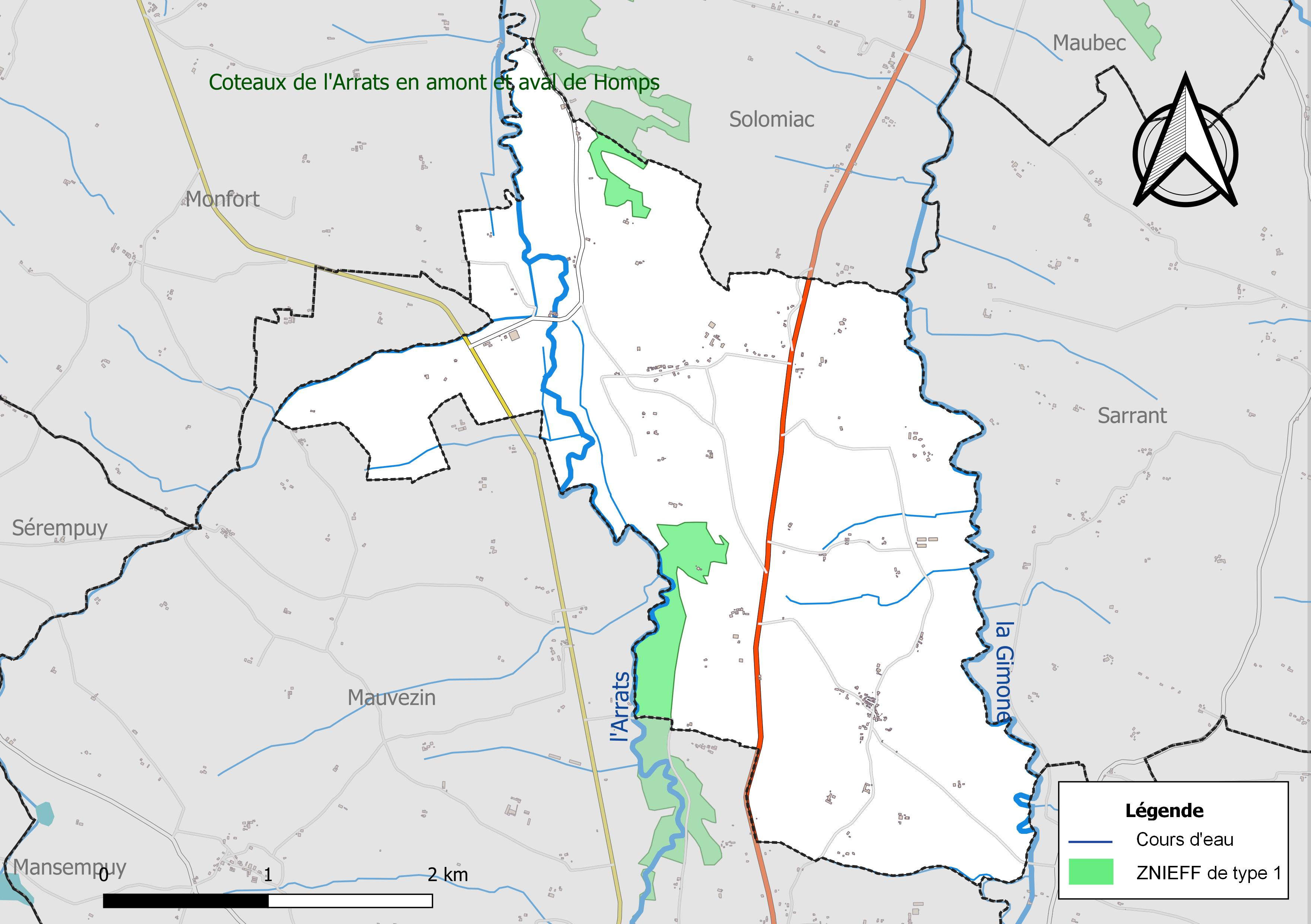
Carte des ZNIEFF de type 1 sur la commune.
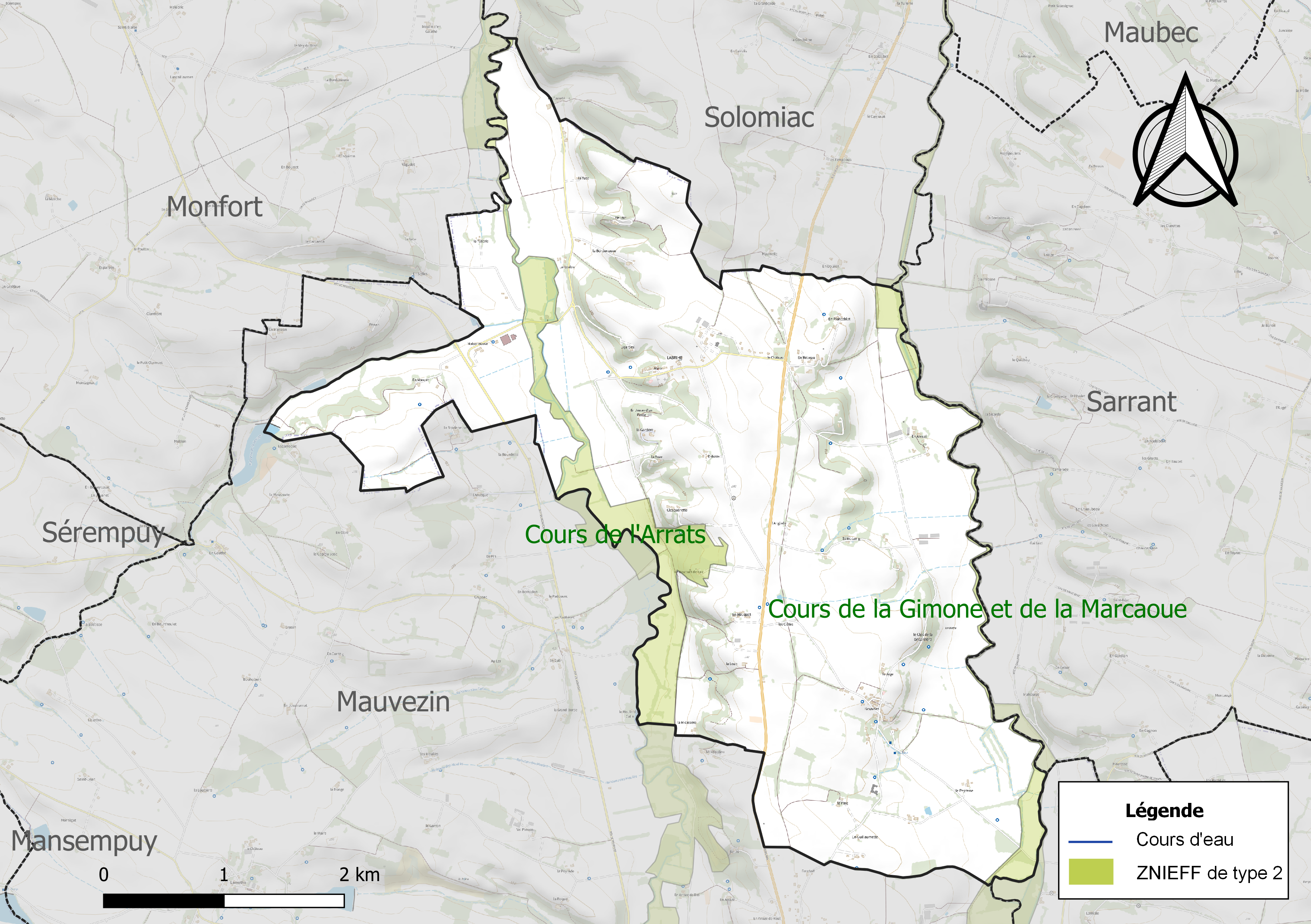
Carte des ZNIEFF de type 2 sur la commune.

## Urbanisme

### Typologie
Au 1er janvier 2024, Labrihe est catégorisée commune rurale à habitat très dispersé, selon la nouvelle grille communale de densité à sept niveaux définie par l'Insee en 2022.
Elle est située hors unité urbaine et hors attraction des villes,.

### Occupation des sols
L'occupation des sols de la commune, telle qu'elle ressort de la base de données européenne d’occupation biophysique des sols Corine Land Cover (CLC), est marquée par l'importance des territoires agricoles (97,4 % en 2018), une proportion identique à celle de 1990 (97,4 %). La répartition détaillée en 2018 est la suivante : 
terres arables (78,1 %), zones agricoles hétérogènes (19,4 %), forêts (2,6 %). L'évolution de l’occupation des sols de la commune et de ses infrastructures peut être observée sur les différentes représentations cartographiques du territoire : la carte de Cassini (XVIIIe siècle), la carte d'état-major (1820-1866) et les cartes ou photos aériennes de l'IGN pour la période actuelle (1950 à aujourd'hui).

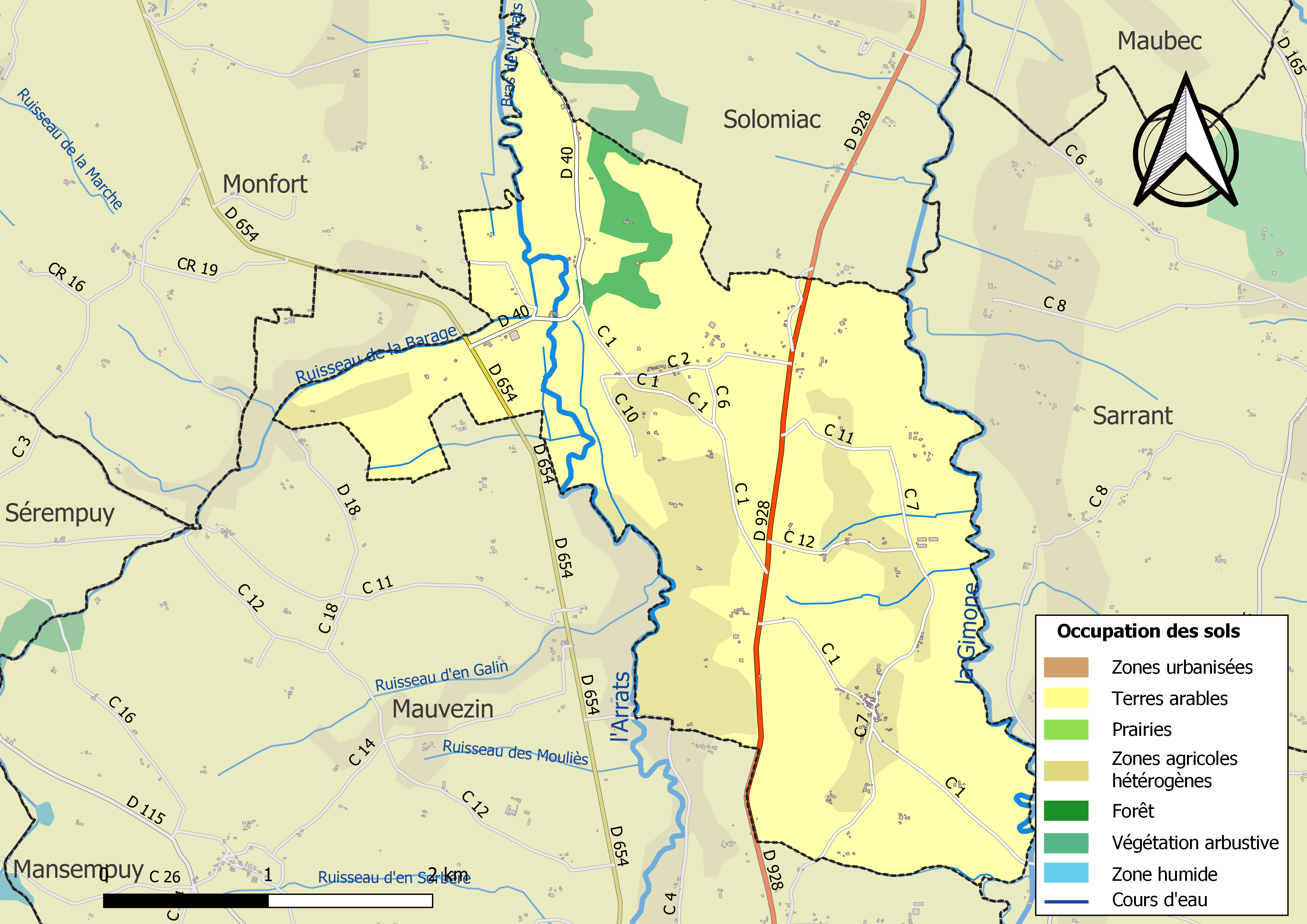
Carte des infrastructures et de l'occupation des sols de la commune en 2018 (CLC).

### Risques majeurs
Le territoire de la commune de Labrihe est vulnérable à différents aléas naturels : météorologiques (tempête, orage, neige, grand froid, canicule ou sécheresse), inondations et séisme (sismicité très faible). Il est également exposé à un risque technologique, la rupture d'un barrage. Un site publié par le BRGM permet d'évaluer simplement et rapidement les risques d'un bien localisé soit par son adresse soit par le numéro de sa parcelle.

#### Risques naturels
Certaines parties du territoire communal sont susceptibles d’être affectées par le risque d’inondation par débordement de cours d'eau, notamment l'Arrats et la Gimone. La cartographie des zones inondables en ex-Midi-Pyrénées réalisée dans le cadre du XIe Contrat de plan État-région, visant à informer les citoyens et les décideurs sur le risque d’inondation, est accessible sur le site de la DREAL Occitanie. La commune a été reconnue en état de catastrophe naturelle au titre des dommages causés par les inondations et coulées de boue survenues en 1999, 2009 et 2018,.

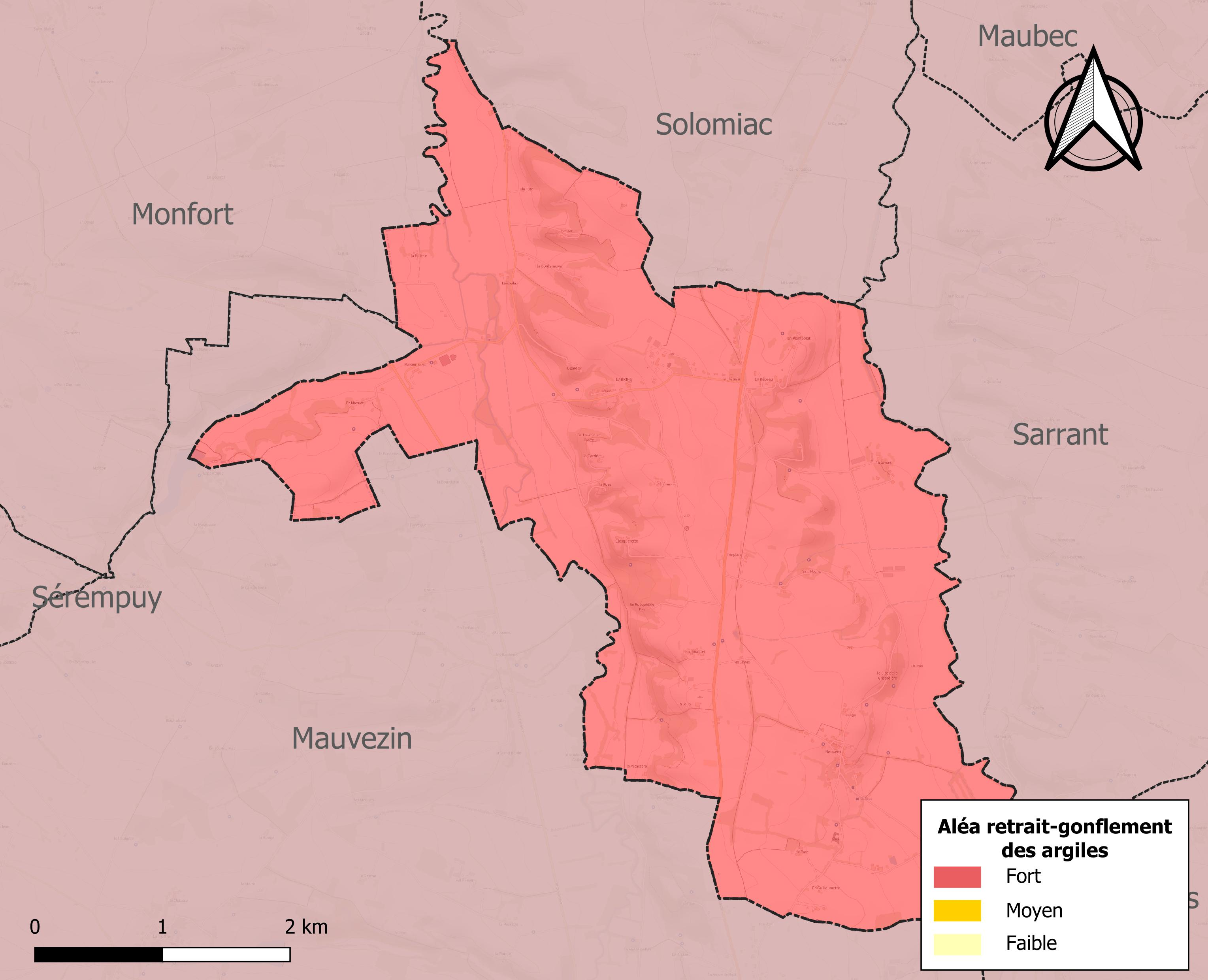
Carte des zones d'aléa retrait-gonflement des sols argileux de Labrihe.

Le retrait-gonflement des sols argileux est susceptible d'engendrer des dommages importants aux bâtiments en cas d’alternance de périodes de sécheresse et de pluie. La totalité de la commune est en aléa moyen ou fort (94,5 % au niveau départemental et 48,5 % au niveau national). Sur les 115 bâtiments dénombrés sur la commune en 2019, 115 sont en aléa moyen ou fort, soit 100 %, à comparer aux 93 % au niveau départemental et 54 % au niveau national. Une cartographie de l'exposition du territoire national au retrait gonflement des sols argileux est disponible sur le site du BRGM,.
Par ailleurs, afin de mieux appréhender le risque d’affaissement de terrain, l'inventaire national des cavités souterraines permet de localiser celles situées sur la commune.
Concernant les mouvements de terrains, la commune a été reconnue en état de catastrophe naturelle au titre des dommages causés par la sécheresse en 1989, 1998, 2002, 2003 et 2017 et par des mouvements de terrain en 1999.

#### Risques technologiques
La commune est en outre située en aval du barrage de la Gimone, un ouvrage de classe A disposant d'une retenue de 25 millions de mètres cubes. La fiche réflexe du PPI définit le temps d'arrivée de l'onde et la zone d'accueil selon la position des habitants concernés par rapport à la Gimone (rive droite ou gauche),. À ce titre elle est susceptible d’être touchée par l’onde de submersion consécutive à la rupture de cet ouvrage,.

## Toponymie

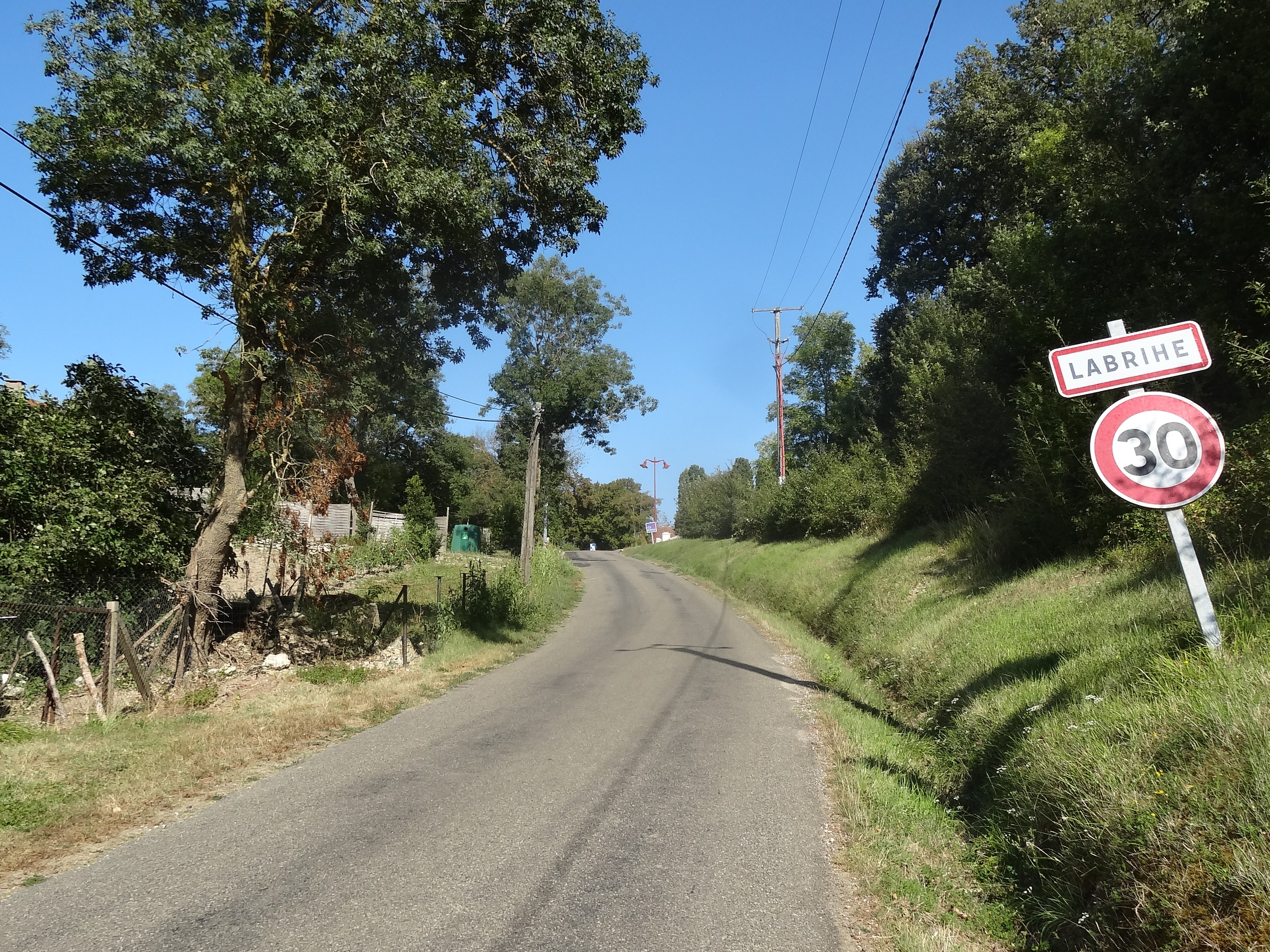
Entrée ouest du village.

## Histoire

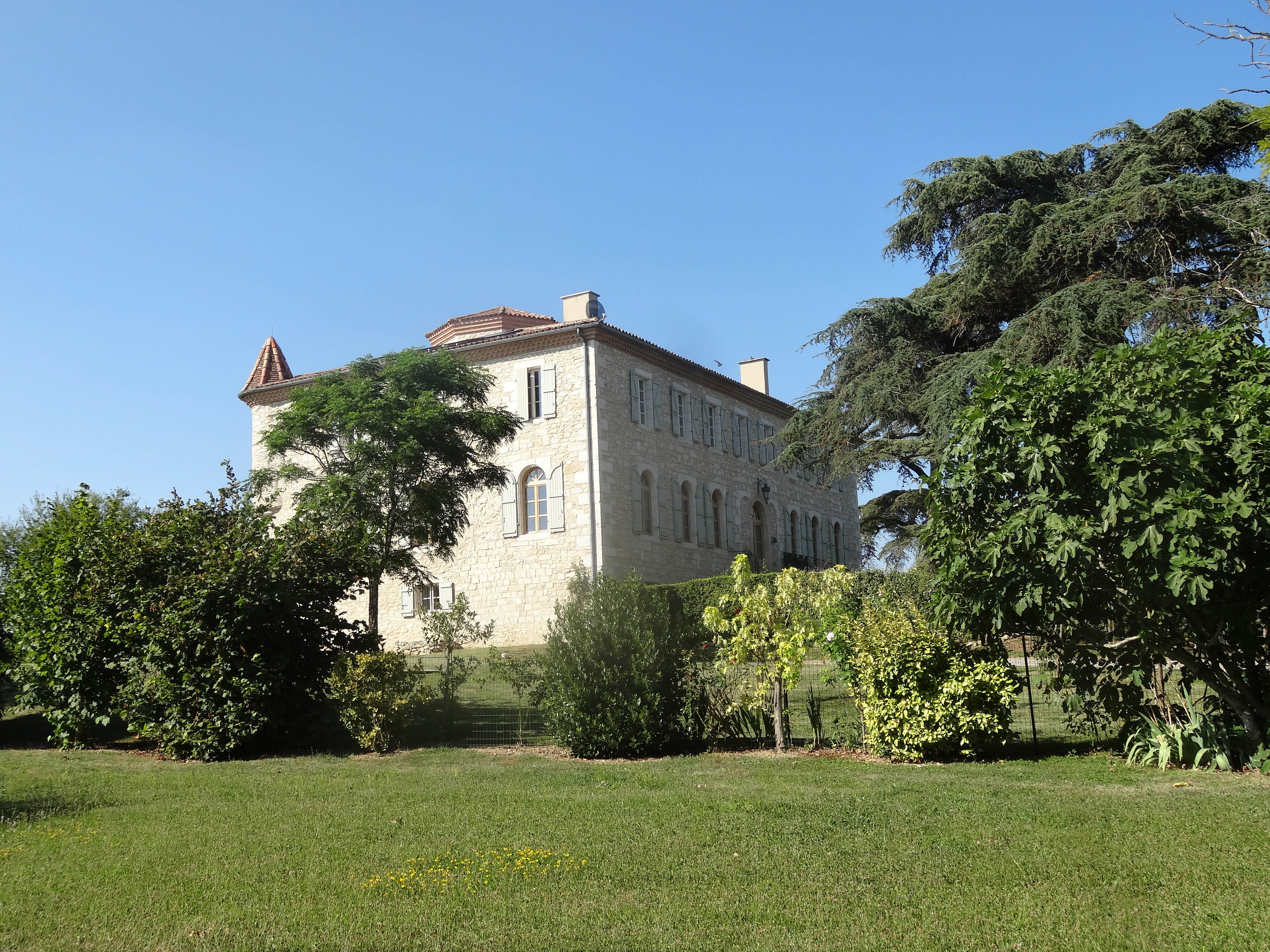
Le château de Labrihe.

Quelques traces d'oppida néolithiques, attestent un très vieil habitat.
En 1293, Guillaume-Asner de Sobole, co-seigneur de Labrihe est désigné pour provoquer la concession des privilèges du Fezensaguet.
Deux châteaux, de Labrihe et de Bouvées (SI) ont été reconstruits en 1560 par monseigneur de Saint-Julien, évêque d'Aire-sur-l'Adour, sur les ruines de constructions antérieures. Ces deux châteaux, les églises de Bouvées et de Labrihe constituent avec le lavoir-fontaine de Bouvées le patrimoine communal.

## Politique et administration

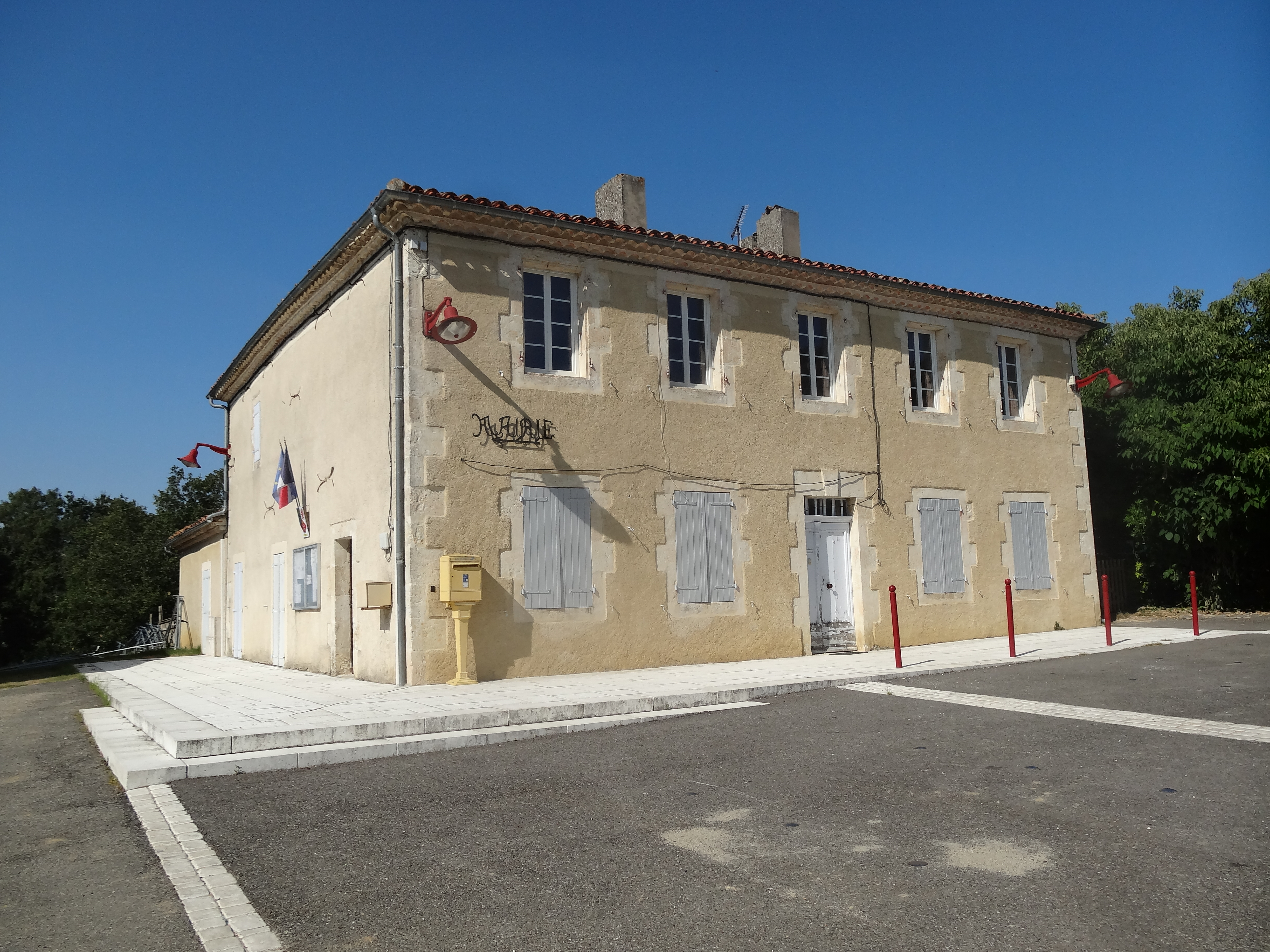
La mairie.

### Administration municipale
Le nombre d'habitants au recensement de 2011 étant compris entre 100 et 499, le nombre de membres du conseil municipal pour l'élection de 2014 est de onze,.

### Rattachements administratifs et électoraux
Commune faisant partie de la communauté de communes Bastides de Lomagne et du canton de Gimone-Arrats (avant le redécoupage départemental de 2014, Labrihe faisait partie de l'ex-canton de Mauvezin).

### Culture et festivités

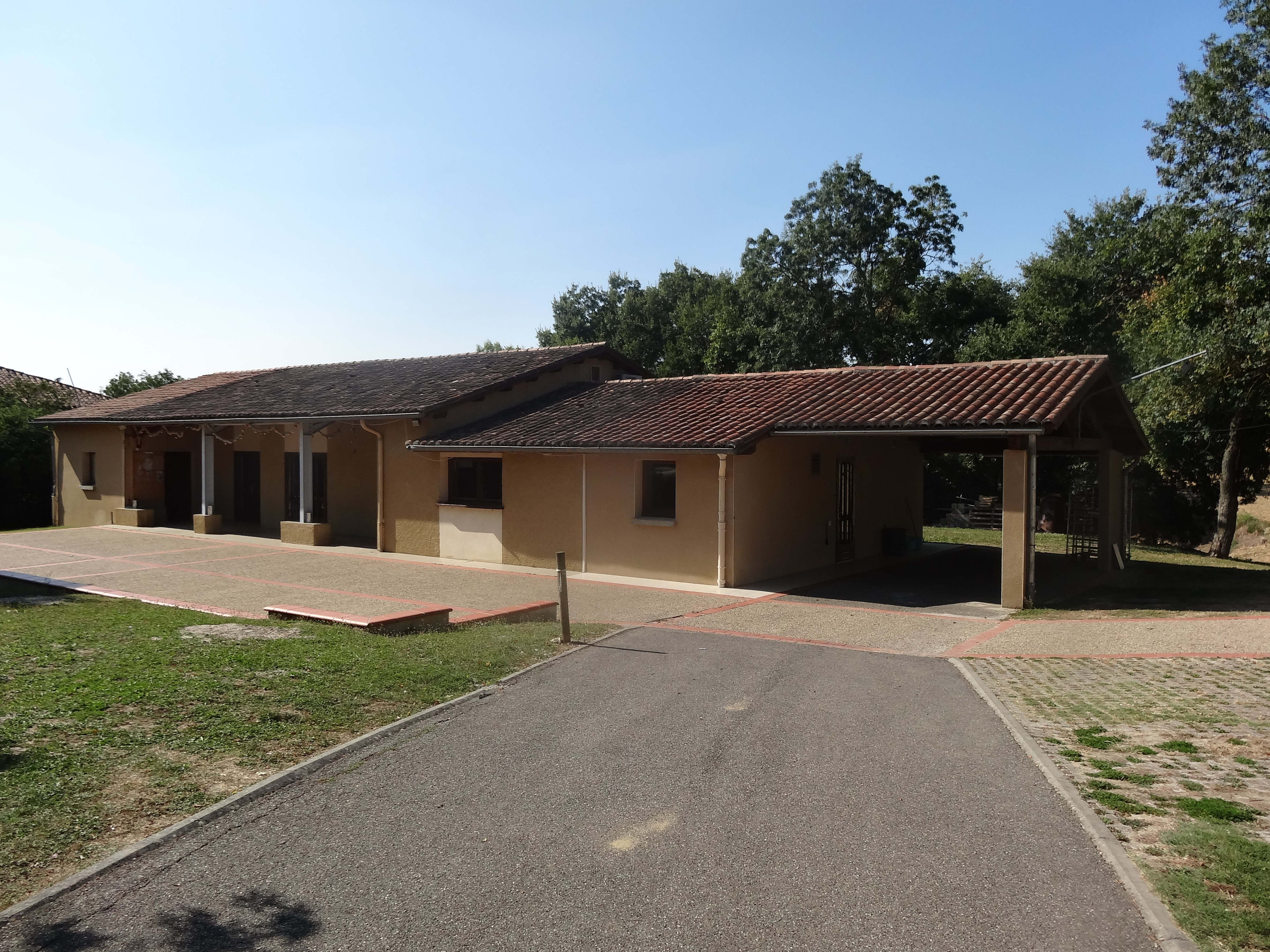
La salle des fêtes.

## Population et société

### Démographie
L'évolution du nombre d'habitants est connue à travers les recensements de la population effectués dans la commune depuis 1793. Pour les communes de moins de 10 000 habitants, une enquête de recensement portant sur toute la population est réalisée tous les cinq ans, les populations de référence des années intermédiaires étant quant à elles estimées par interpolation ou extrapolation. Pour la commune, le premier recensement exhaustif entrant dans le cadre du nouveau dispositif a été réalisé en 2005.

En 2022, la commune comptait 213 habitants, en évolution de +1,91 % par rapport à 2016 (Gers : +1,04 %, France hors Mayotte : +2,11 %).
| 1793 | 1800 | 1806 | 1821 | 1831 | 1841 | 1846 | 1851 | 1856 |
| ---- | ---- | ---- | ---- | ---- | ---- | ---- | ---- | ---- |
| 316  | 302  | 327  | 333  | 514  | 460  | 455  | 449  | 439  |

| 1861 | 1866 | 1872 | 1876 | 1881 | 1886 | 1891 | 1896 | 1901 |
| ---- | ---- | ---- | ---- | ---- | ---- | ---- | ---- | ---- |
| 417  | 413  | 361  | 360  | 338  | 357  | 333  | 326  | 309  |

| 1906 | 1911 | 1921 | 1926 | 1931 | 1936 | 1946 | 1954 | 1962 |
| ---- | ---- | ---- | ---- | ---- | ---- | ---- | ---- | ---- |
| 324  | 304  | 249  | 218  | 241  | 234  | 228  | 203  | 181  |

| 1968 | 1975 | 1982 | 1990 | 1999 | 2005 | 2006 | 2010 | 2015 |
| ---- | ---- | ---- | ---- | ---- | ---- | ---- | ---- | ---- |
| 152  | 142  | 145  | 136  | 150  | 187  | 196  | 203  | 208  |

| 2020 | 2022 | - | - | - | - | - | - | - |
| ---- | ---- | - | - | - | - | - | - | - |
| 215  | 213  | - | - | - | - | - | - | - |

| selon la population municipale des années : | 1968 | 1975 | 1982 | 1990 | 1999 | 2006 | 2009 | 2013 |
| Rang de la commune dans le département      | 367  | 162  | 196  | 291  | 211  | 195  | 193  | 203  |
| Nombre de communes du département           | 466  | 462  | 462  | 462  | 463  | 463  | 463  | 463  |

### Enseignement
Labrihe fait partie de l'académie de Toulouse.

### Activités sportives
Chasse, pétanque.

## Économie

### Revenus
En 2018  (données Insee publiées en septembre 2021), la commune compte 92 ménages fiscaux, regroupant 218 personnes. La médiane du revenu disponible par unité de consommation est de 20 740 € (20 820 € dans le département).

### Emploi
|                | 2008  | 2013  | 2018  |
| -------------- | ----- | ----- | ----- |
| Commune        | 6,3 % | 9,5 % | 9,8 % |
| Département    | 6,1 % | 7,5 % | 8,2 % |
| France entière | 8,3 % | 10 %  | 10 %  |

En 2018, la population âgée de 15 à 64 ans s'élève à 130 personnes, parmi lesquelles on compte 78,8 % d'actifs (68,9 % ayant un emploi et 9,8 % de chômeurs) et 21,2 % d'inactifs,. Depuis 2008, le taux de chômage communal (au sens du recensement) des 15-64 ans est supérieur à celui du département, mais inférieur à celui de la France.
La commune est hors attraction des villes,. Elle compte 21 emplois en 2018, contre 26 en 2013 et 21 en 2008. Le nombre d'actifs ayant un emploi résidant dans la commune est de 91, soit un indicateur de concentration d'emploi de 23,2 % et un taux d'activité parmi les 15 ans ou plus de 58,6 %.
Sur ces 91 actifs de 15 ans ou plus ayant un emploi, 13 travaillent dans la commune, soit 14 % des habitants. Pour se rendre au travail, 92,5 % des habitants utilisent un véhicule personnel ou de fonction à quatre roues, 2,2 % s'y rendent en deux-roues, à vélo ou à pied et 5,4 % n'ont pas besoin de transport (travail au domicile).

### Activités hors agriculture
20 établissements sont implantés  à Labrihe au 31 décembre 2019.
Le secteur de l'industrie manufacturière, des industries extractives et autres est prépondérant sur la commune puisqu'il représente 30 % du nombre total d'établissements de la commune (6 sur les 20 entreprises implantées  à Labrihe), contre 12,3 % au niveau départemental.

### Agriculture
La commune est dans la Lomagne, une petite région agricole occupant le nord-est du département du Gers. En 2020, l'orientation technico-économique de l'agriculture  sur la commune est la polyculture et/ou le polyélevage.
|               | 1988 | 2000 | 2010  | 2020 |
| ------------- | ---- | ---- | ----- | ---- |
| Exploitations | 19   | 17   | 12    | 12   |
| SAU (ha)      | 739  | 946  | 1 032 | 888  |

Le nombre d'exploitations agricoles en activité et ayant leur siège dans la commune est passé de 19 lors du recensement agricole de 1988  à 17 en 2000 puis à 12 en 2010 et enfin à 12 en 2020, soit une baisse de 37 % en 32 ans. Le même mouvement est observé à l'échelle du département qui a perdu pendant cette période 51 % de ses exploitations,. La surface agricole utilisée sur la commune a quant à elle augmenté, passant de 739 ha en 1988 à 888 ha en 2020. Parallèlement la surface agricole utilisée moyenne par exploitation a augmenté, passant de 39 à 74 ha.

## Culture locale et patrimoine

### Lieux et monuments
- Le château de Bouvées  Classé MH (1990)[46] ;
- Le château de Labrihe ;

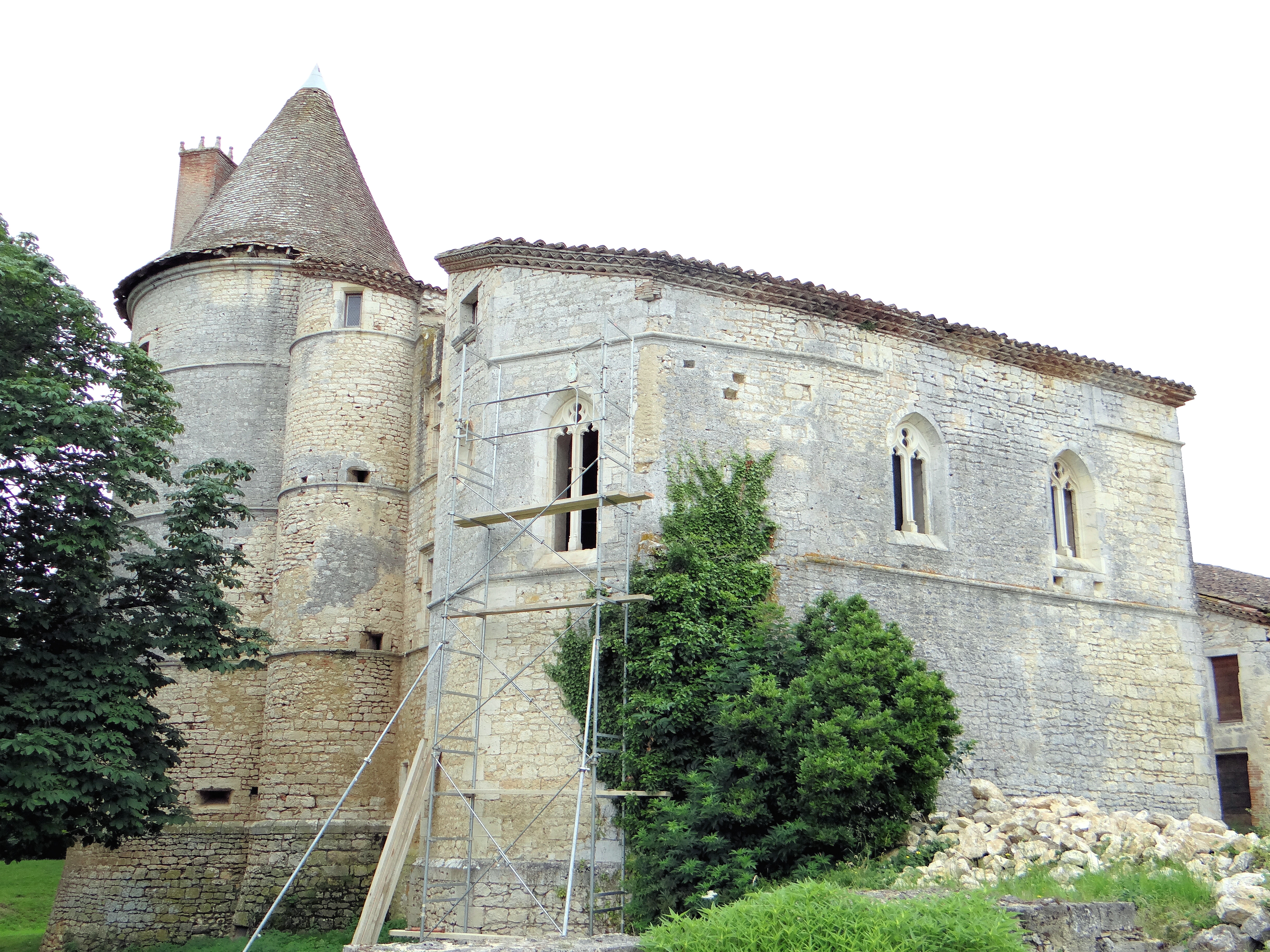
Le château de Bouvées.

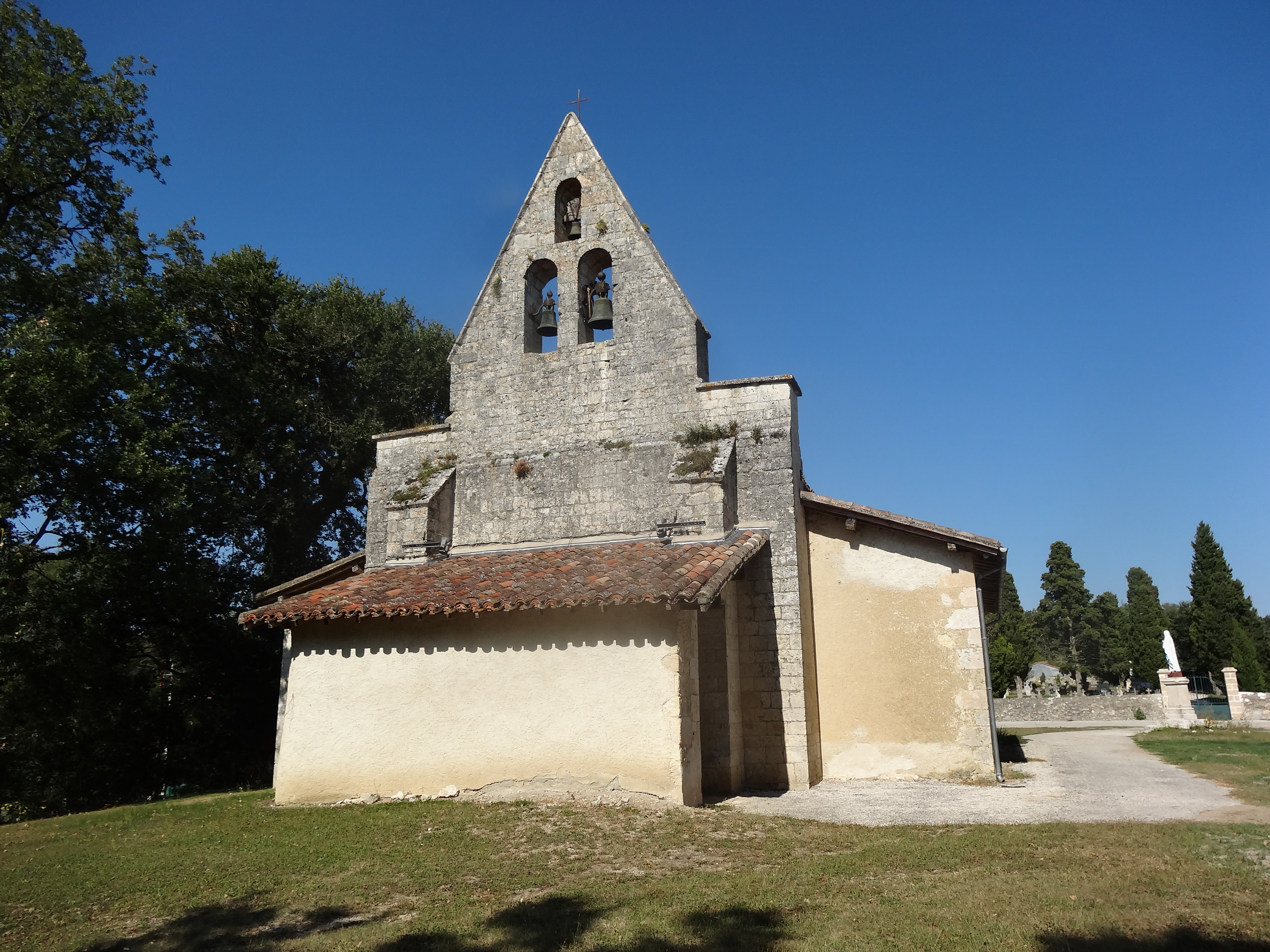
L'église de Labrihe.

- Le pigeonnier à proximité du château de Labrihe ;
- L'église Saint-Pierre de Labrihe ;
- L'église Sainte-Radegonde de Bouvées qui date du XIXe siècle.

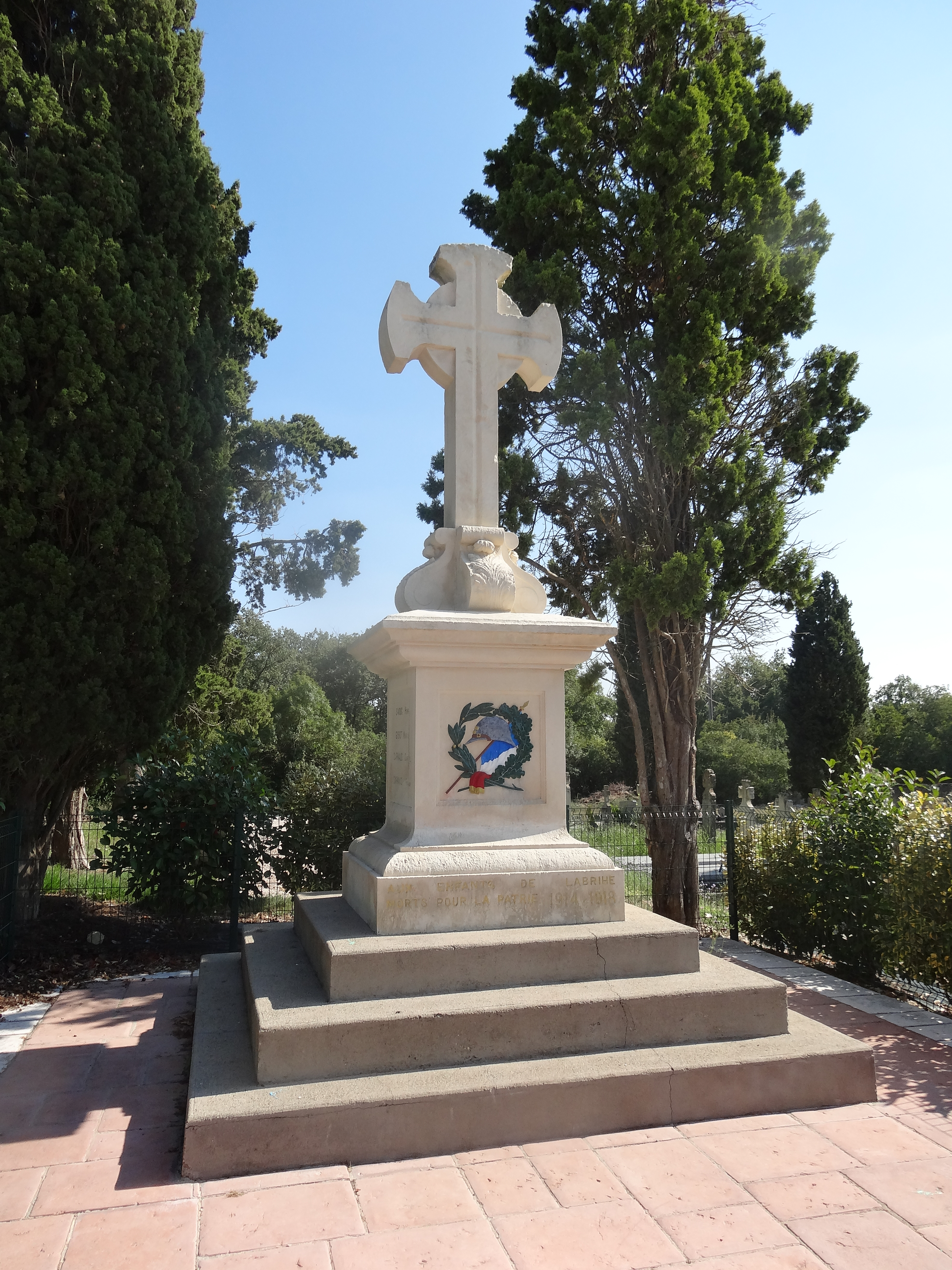
Le monument aux morts.
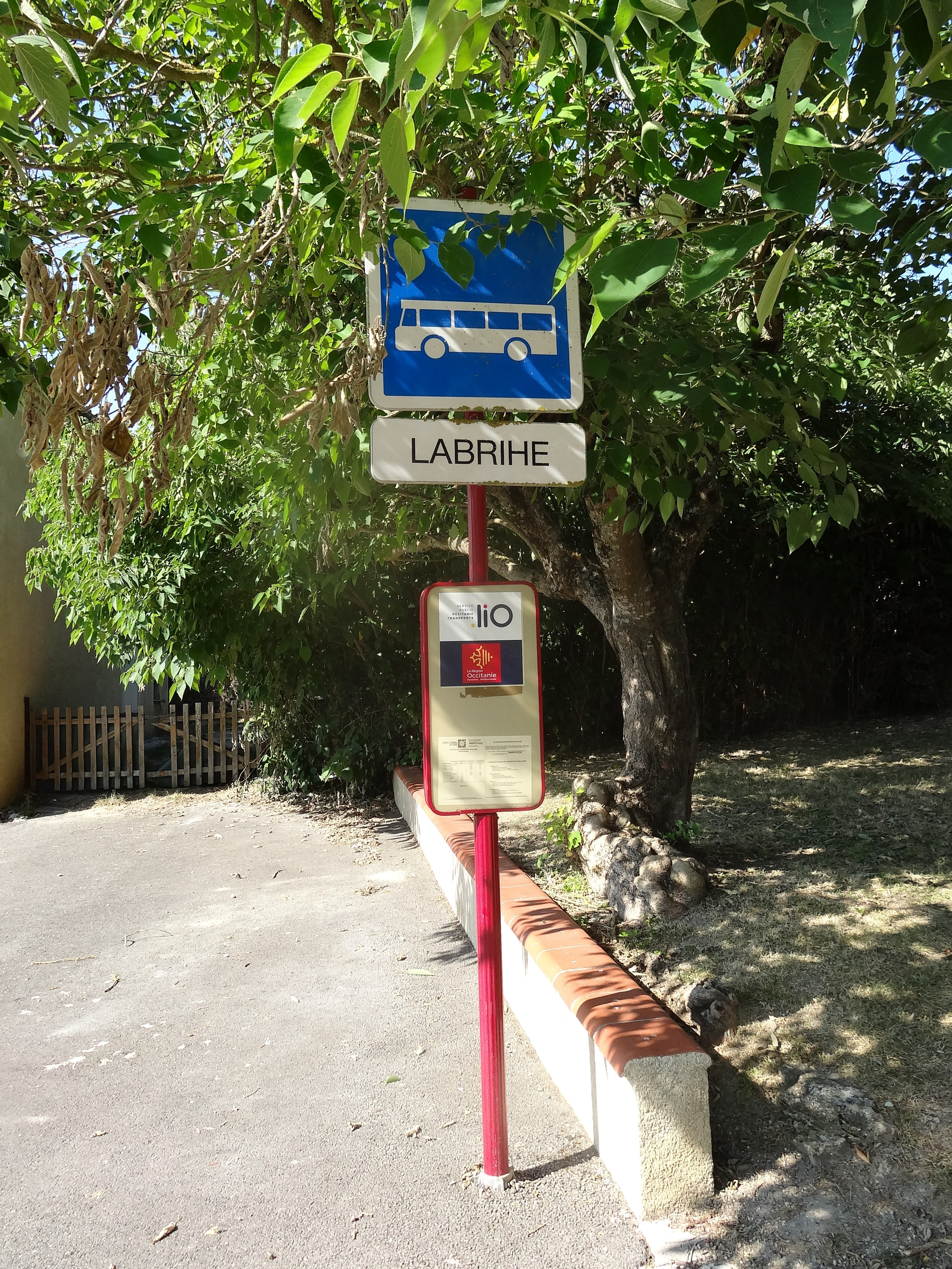
L'arrêt de bus.
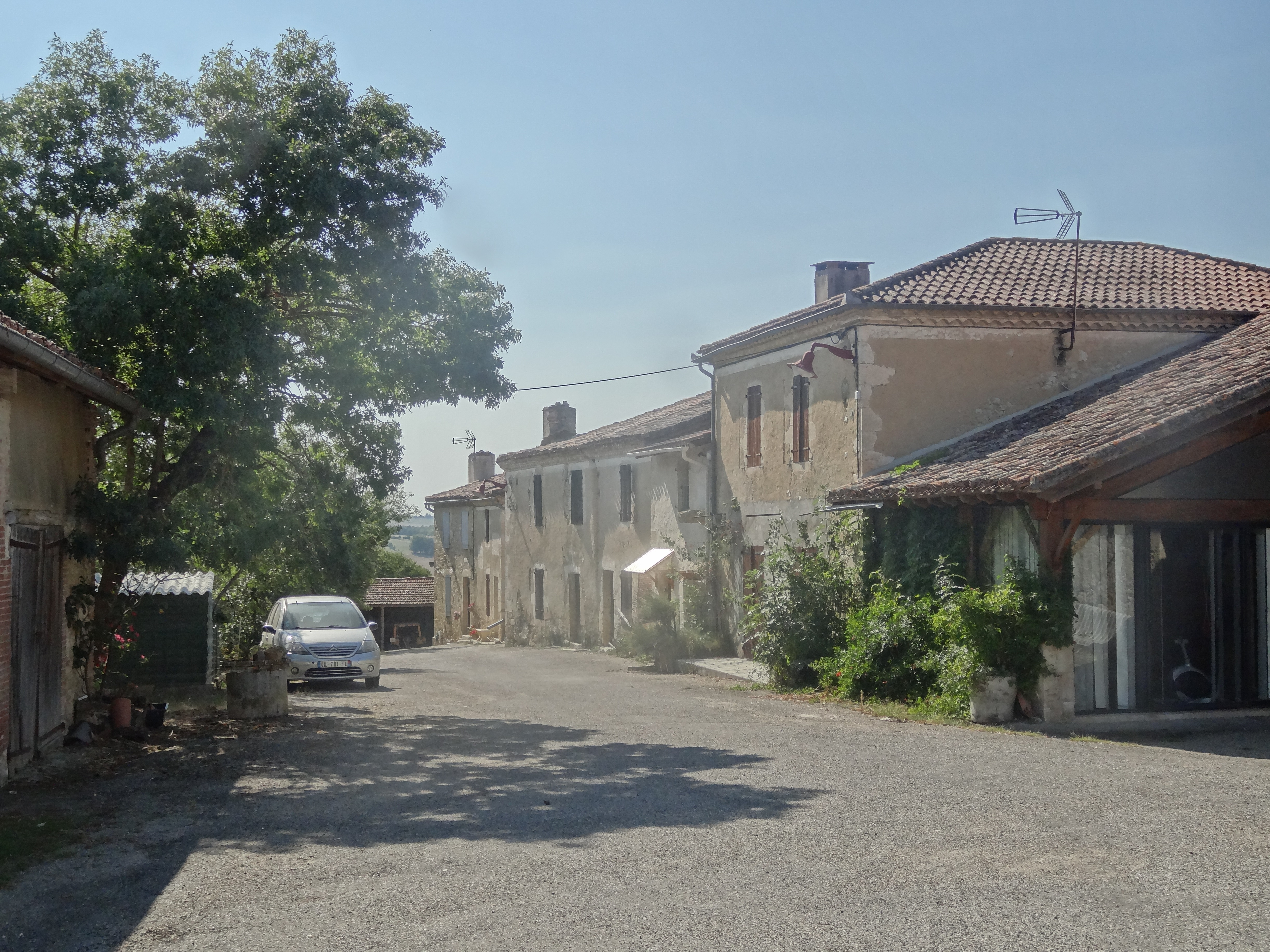
Une rue du village.
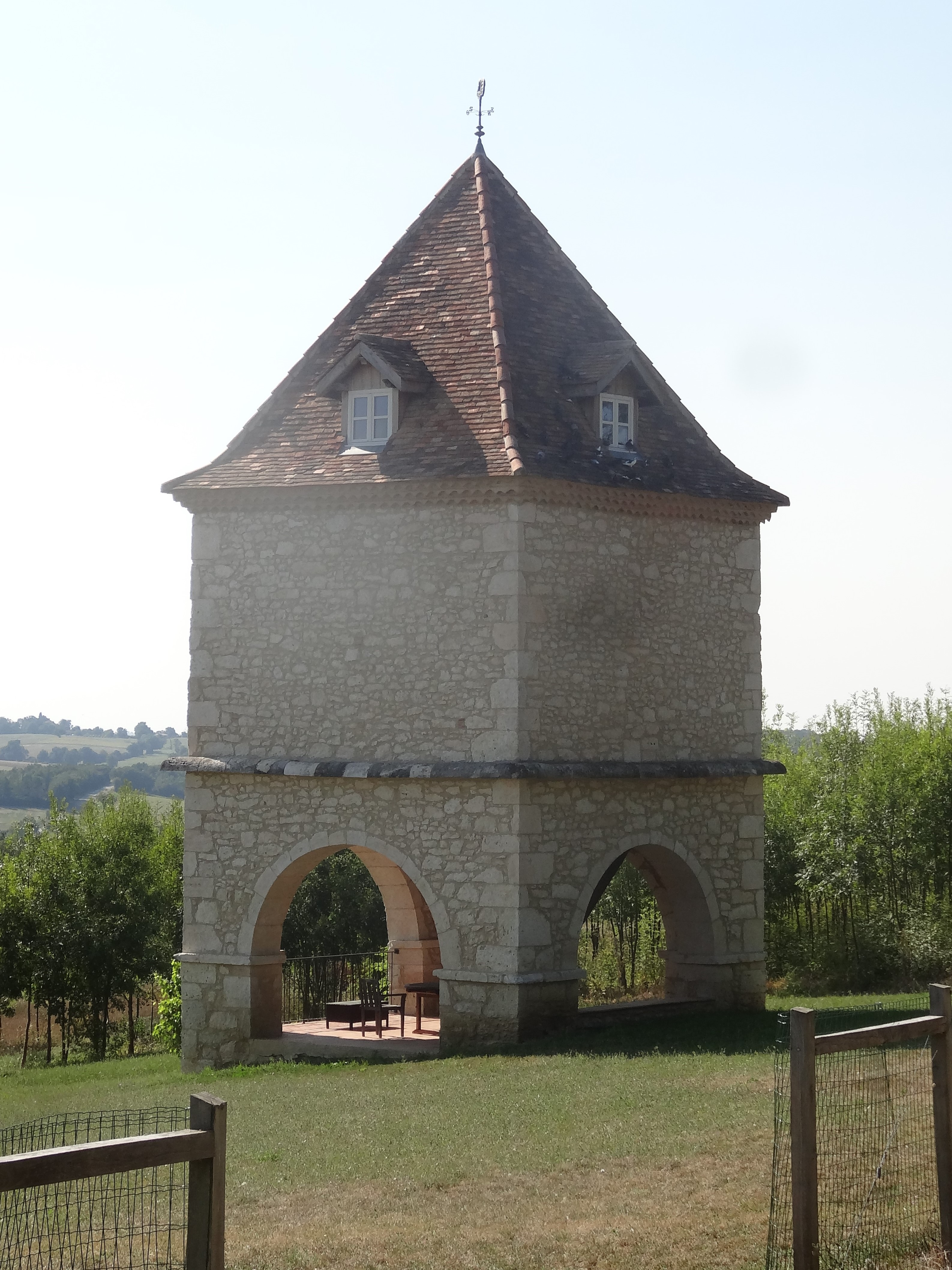
Le pigeonnier.
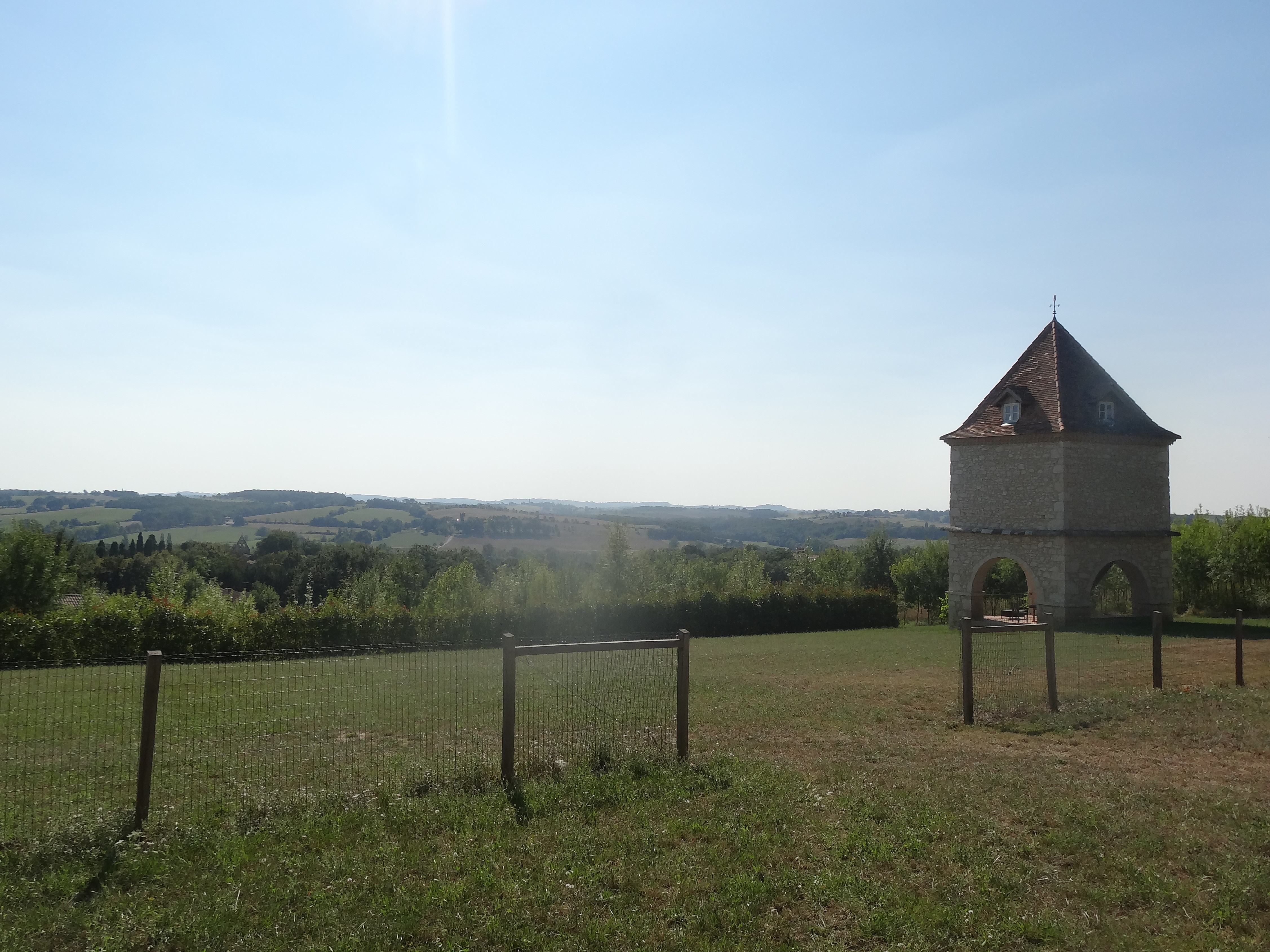
Autre vue du pigeonnier.
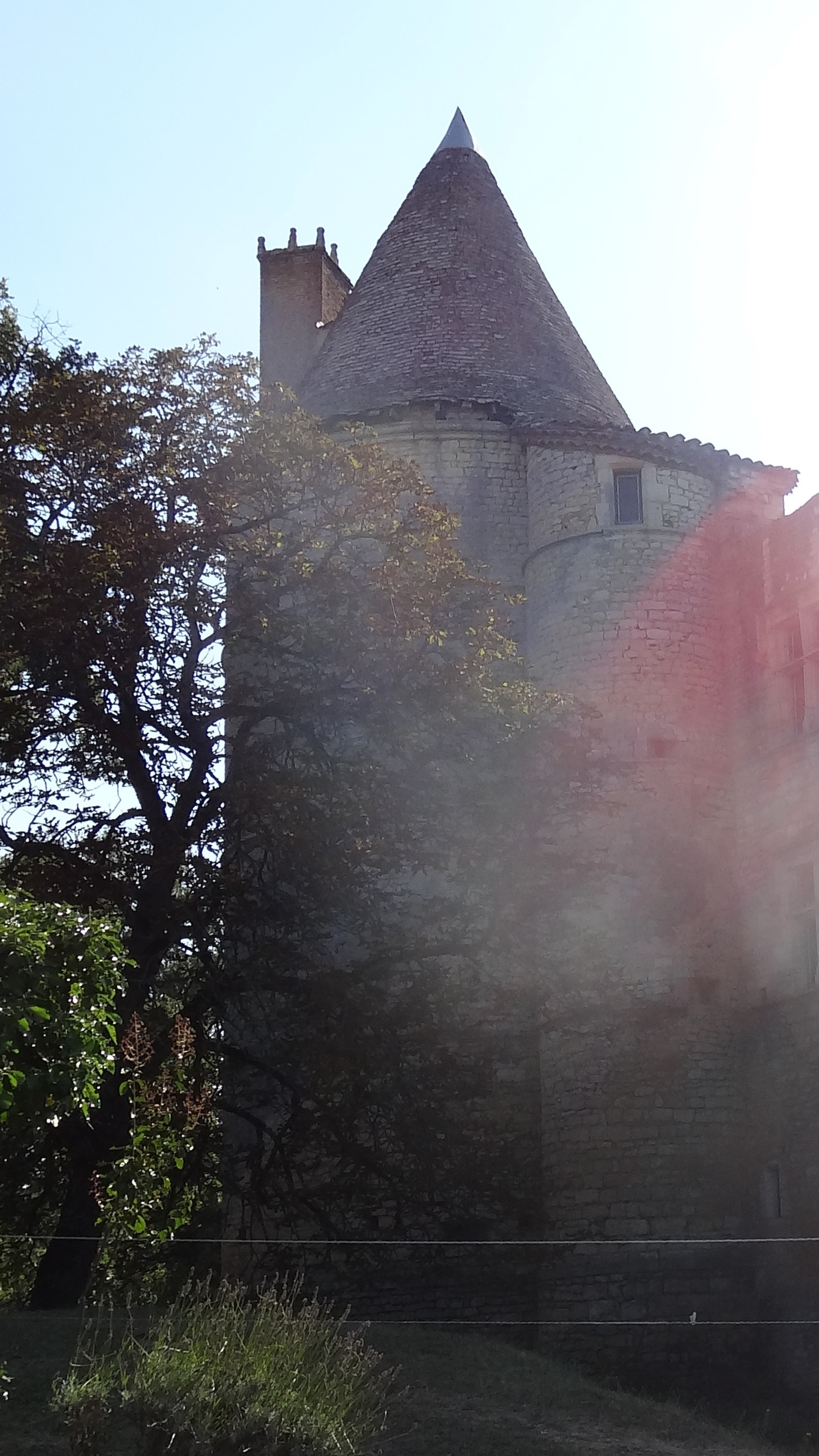
La tour du château de Bouvées.
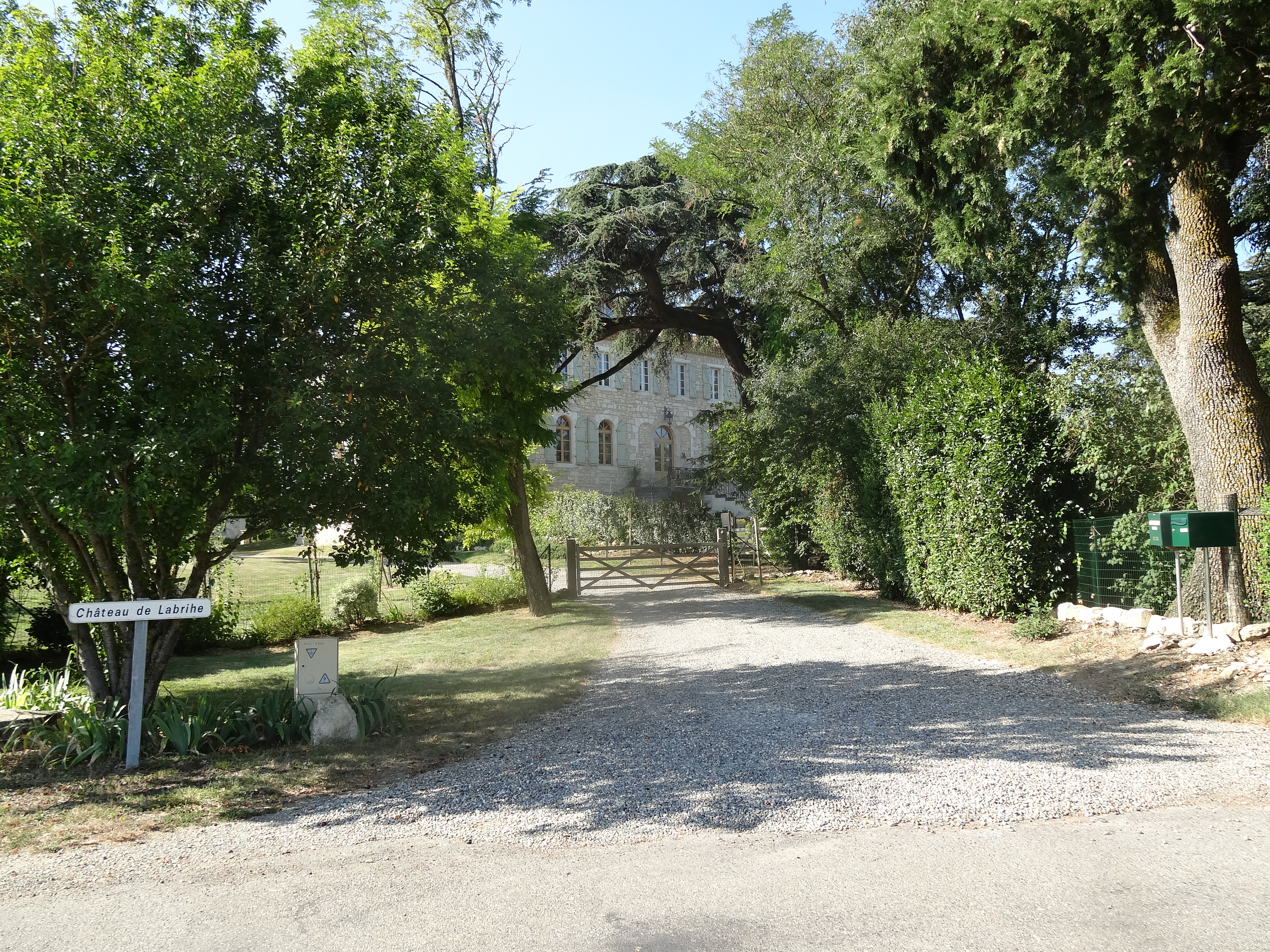
Entrée du château de Labrihe.
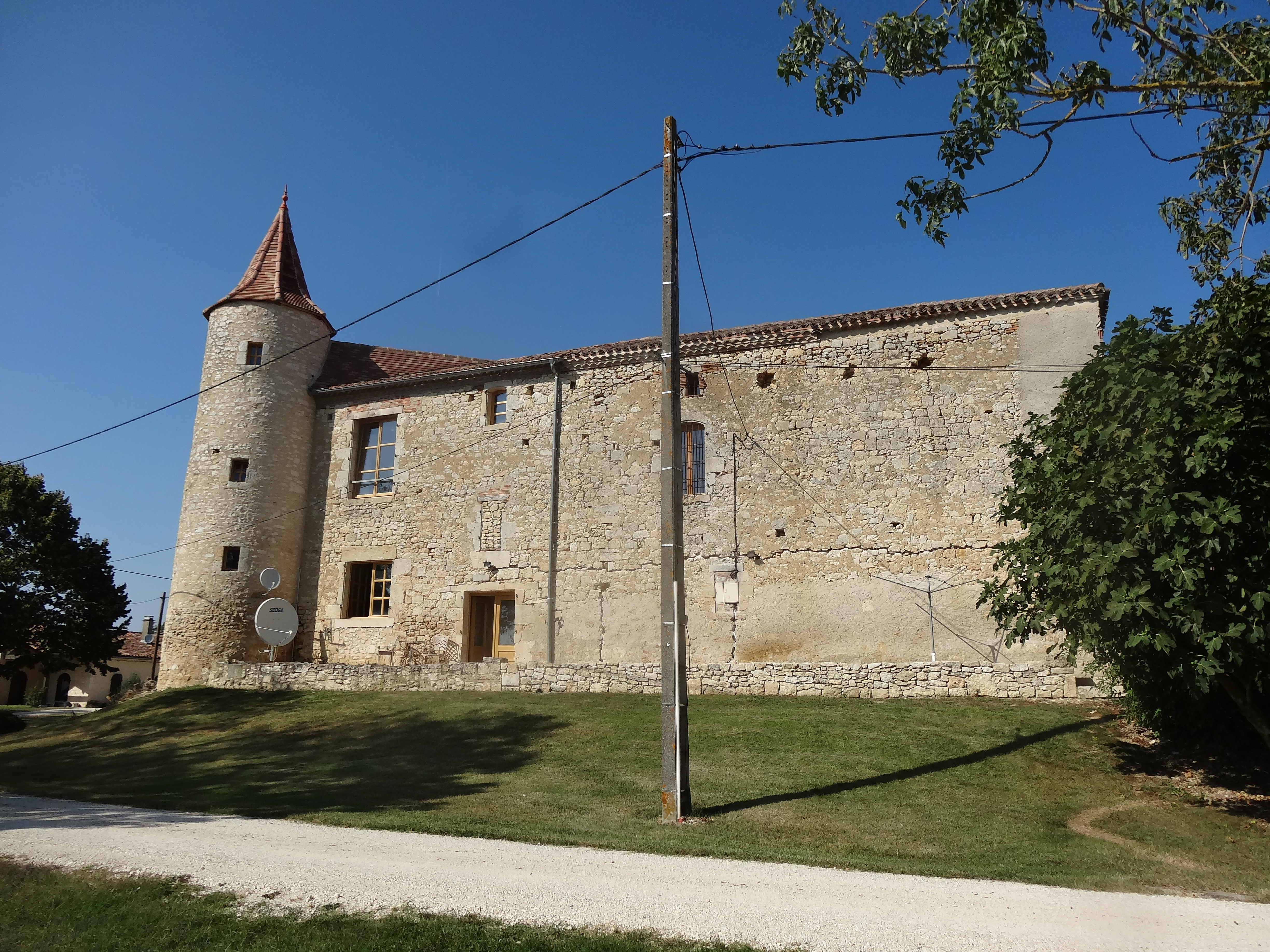
Annexe du château.
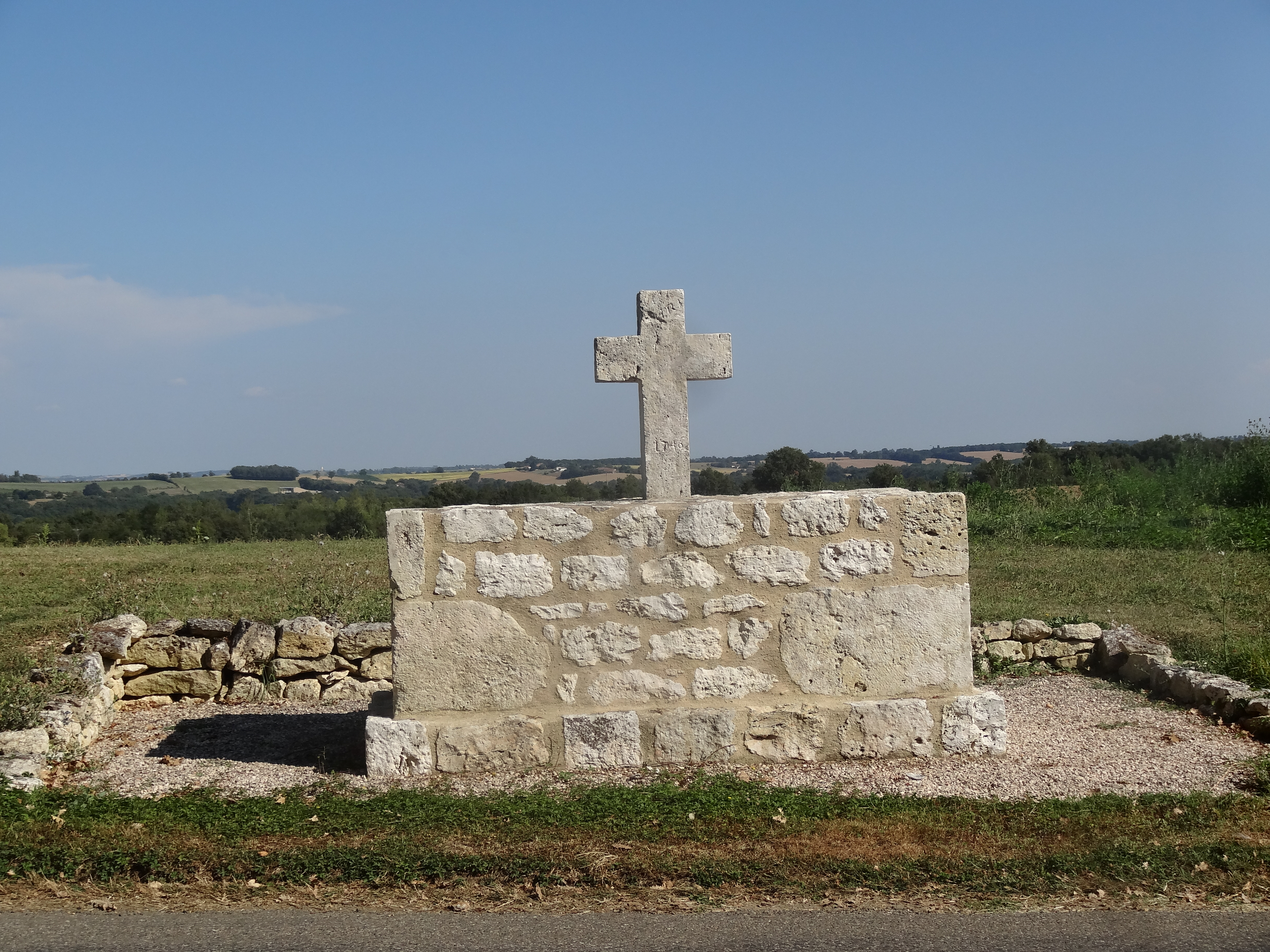
Une croix à proximité du château.
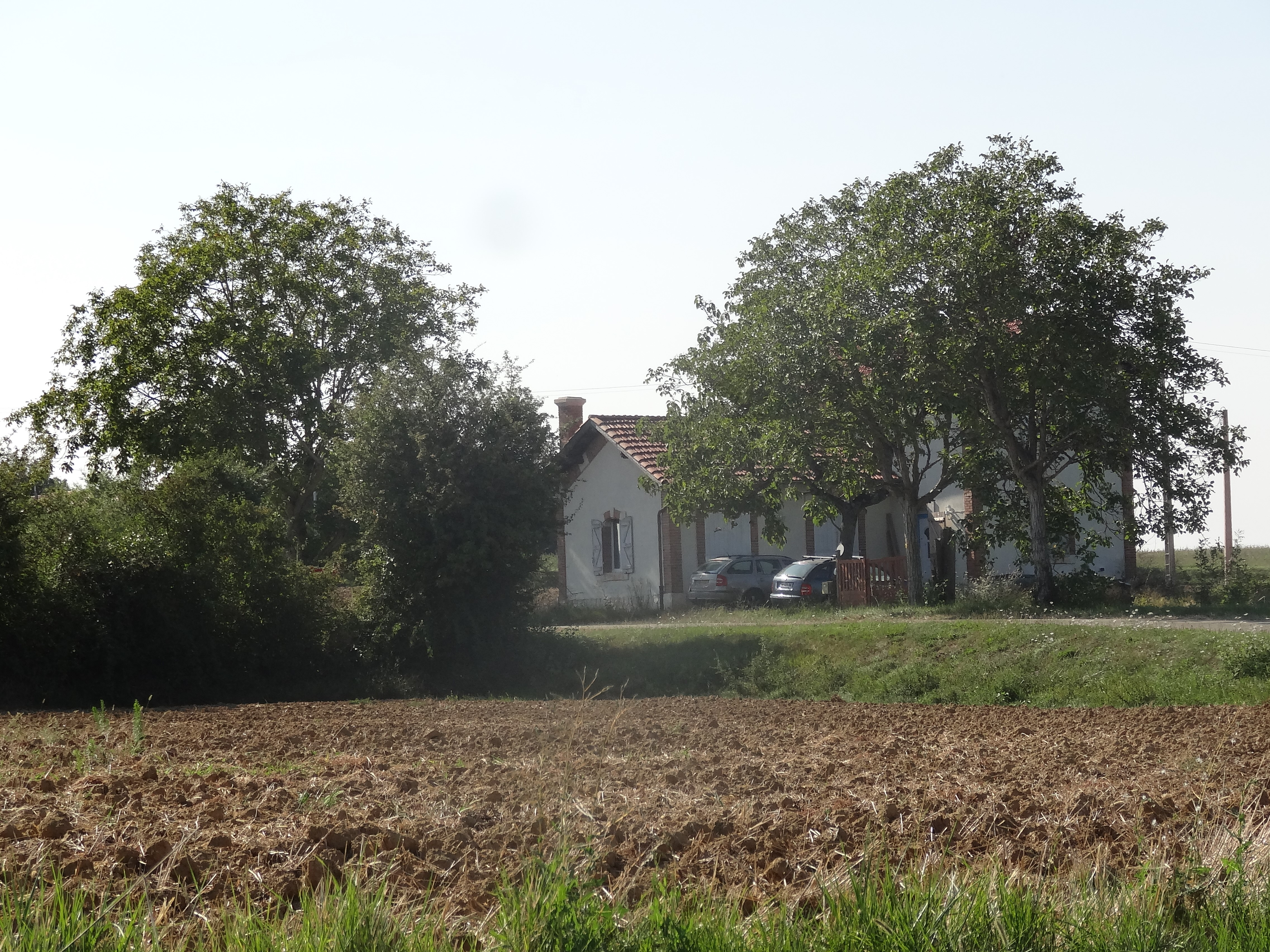
L'ancienne gare.

### Héraldique
| Blason de Labrihe | Blason  | Tiercé en pairle renversé : au 1er d'azur à une gerbe de blé d'or liée de gueules, au 2e d'argent à un lion de gueules armé, lampassé et couronné d'azur, au 3e de gueules à deux clés d'argent passées en sautoir et surmontées d'une couronne d'or. |
| Blason de Labrihe | Détails | Le statut officiel du blason reste à déterminer. |